# ヘルムート・カール・ベルンハルト・フォン・モルトケ
ヘルムート・カール・ベルンハルト・グラーフ（伯爵）・フォン・モルトケ（Helmuth Karl Bernhard Graf von Moltke, 1800年10月26日 - 1891年4月24日） は、プロイセンおよびドイツの貴族、陸軍軍人、政治家 、軍事学者。爵位は伯爵で陸軍の最終階級は元帥。
1858年から1888年にかけてプロイセン参謀総長を務め、対デンマーク戦争・普墺戦争・普仏戦争を勝利に導き、ドイツ統一に貢献した。近代ドイツ陸軍の父と呼ばれる。
甥にあたるヘルムート・ヨハン・ルートヴィヒ・フォン・モルトケ（小モルトケ）と区別して、大モルトケと呼ばれる。また明治時代の文献にはモルトケを「毛奇」と表記する物がある。

## 概要
ドイツ連邦北東の領邦メクレンブルク＝シュヴェリーン公国の出身。父はメクレンブルク貴族でプロイセン軍人だったが、後に退役してデンマーク王国と同君連合下にあったホルシュタイン公国へ移住し、デンマーク軍人となった人物だった。
モルトケもデンマークの幼年士官学校に入学し、1818年にデンマーク軍少尉に任官したが、1822年にはプロイセン軍へ移籍した。プロイセン陸軍大学校を出て参謀将校となる。1835年から1839年にかけては軍事顧問としてオスマン帝国に派遣されている。その後、参謀畑と王族の侍従武官の任を経て、1858年にプロイセン参謀本部の参謀総長に任じられた。しかし当時の参謀本部の地位は低く、1863年の対デンマーク戦争前半戦では作戦指導に直接介入できない立場だったが、和平交渉決裂後の後半戦でようやく作戦介入ができる立場になった。この戦争の勝利で影響力を高め、1866年の普墺戦争と1870年の普仏戦争では全面的な作戦指導を任された。
モルトケの戦略は「分散進撃・包囲・一斉攻撃」を特徴とし、敵戦力の撃滅を主張するクラウゼヴィッツの思想を受け継いでいる。それを可能にするために鉄道や電信など新技術の導入に積極的であった。その戦略に基づいた作戦指導の結果、普墺戦争と普仏戦争を勝利に導いた。とりわけ普墺戦争のケーニヒグレーツの戦いと普仏戦争のセダンの戦いは高く評価される。
普仏戦争の勝利によってドイツ各諸邦はプロイセンの主導するドイツ帝国に統一された。ドイツ帝国樹立後はフランス共和国とロシア帝国に対する予防戦争を求め、二正面作戦の計画を立てていたが、1888年に高齢を理由に参謀総長を辞した。1891年にベルリンで死去した。

## 生涯

### 生誕

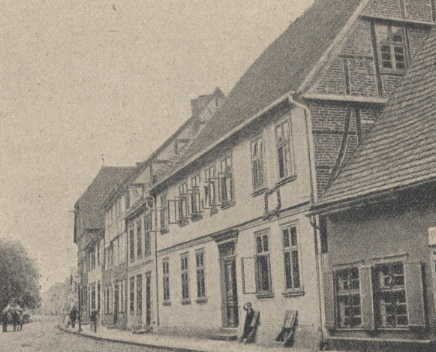
パルヒムのモルトケの生家。モルトケの伯父の家であった。

モルトケは1800年、ドイツ連邦北東部のバルト海に面する国メクレンブルク＝シュヴェリーン公国のパルヒムに生まれた。
父はプロイセン軍退役中尉フリードリヒ・フィリップ・ヴィクトール・フォン・モルトケ（Friedrich Philipp Victor von Moltke）。母はその妻ヘンリエッテ（Henriette）（旧姓パシェン（Paschen））。モルトケは8人兄弟の三男であった。
父のモルトケ家はメクレンブルクに古くから続く貴族の末裔である。メクレンブルクのシュヴェーリン教区の1246年の記録にマティウス・モルトケという騎士の存在が確認できる。家の歴史こそ古いがモルトケが生まれた頃にはモルトケ家はすでに没落していた。
父は岳父の薦めで軍を退役して農場経営をはじめたものの失敗し、モルトケが生まれた頃にはパルヒムにある兄ヘルムート（モルトケの伯父）の家に居候していた。モルトケはこの伯父の家で生まれ、伯父の名前をとって「ヘルムート」と名付けられた。
一方母のパシェン家はリューベックの裕福な商家であった。父はパッとしない人物だったが、母は美しく聡明な人で数ヶ国語を話し、文学と音楽に造詣が深かった。そのためモルトケの才能は母親譲りではないかと言われる。

### 幼年期
1806年に父は北ドイツ・ホルシュタイン公国の騎士領アウグステンホーフ（augustenhof）の農場を購入したが、同国はデンマーク王の同君連合下にあり、同国の地主になるにはデンマーク臣民になる必要があったため、1806年にモルトケ家はデンマーク国籍を取得している。しかしホルシュタインの屋敷は立て直さければならないほどの状態だったので夫婦は別居することになり、母とモルトケら子供たちは1805年から1807年までリューベックの母の実家で暮らした。
1806年11月7日にリューベックはナポレオン・ボナパルト率いるフランス軍とプロイセン軍の戦場となり、モルトケの自宅もフランス兵の略奪を受けたため、一家は困窮した生活を余儀なくされた。この後、父のアウグステンホーフの農場へ引っ越し、再び一家で暮らすようになったが、父の農場経営はうまくいっていなかった。そのため父はデンマーク臣民になった際に入隊したデンマーク軍で勤務するようになった（中将まで昇進している）。
モルトケは2人の兄とともに牧師から教育を受けて育った。

### デンマーク軍
モルトケは考古学者になりたかったというが、貧しい家計がそれを許さず、1811年に次兄とともにデンマーク首都コペンハーゲンにあったデンマーク王立陸軍幼年学校に入学した。
学友によると、幼年学校時代のモルトケは「ふさふさした金髪と気立てのいい碧眼が特徴的で、物静かだったが、人を迎える時は愛想よく迎えた。勤務と勉学への取り組みは士官候補生としては他に例がないほど真面目・着実だった。学友からも信頼を勝ち得ていた。控えめで誠実な風貌だったが、時に憂鬱の翳が表情をかすめた」という。
ただモルトケは繊細で身体が弱かったのでスパルタ教育は苦手であり、後年この幼年学校について「あまりに厳格すぎた」「しごきばかりだった」と否定的に語っている。
また幼年学校時代のモルトケは戦術と兵術の教科が苦手であり、学校側は「この候補生が軍人になることは考えられない」と評価したという。国家から給金を受けている寄宿生の候補生は義務としてデンマーク王に近侍として仕えねばならず、モルトケも1818年の近侍試験に第1位の成績で合格し、1819年1月まで任にあたった。
1819年1月に第4位の成績で士官学校を卒業し、デンマーク軍少尉となり、オルデンブルクの歩兵連隊に勤務した。

### プロイセン軍へ移籍
デンマークはナポレオンと同盟していたため、ナポレオン敗退とともにノルウェーを失うなど厳しい立場に追い込まれた。将校数も過剰になり、モルトケが出世できる見込みは薄くなった。また1821年にプロイセン首都ベルリンを訪問したモルトケは、ナポレオンに勝利したプロイセン軍に憧れを持つようになったという。
プロイセン軍の方が未来があると考えたモルトケは1822年1月にデンマーク軍を辞めてプロイセン軍の士官採用試験を受験した。良好な成績を収めたため、3月からフランクフルト・アン・デア・オーダーの近衛歩兵第8連隊に少尉として配属された。モルトケの父はもともとプロイセン軍人であったし、元デンマーク軍人という経歴は特に問題とはならなかったようである。むしろデンマーク語やデンマーク軍の情報に通じた将校として期待を受けていた。王弟ヴィルヘルム王子（後のドイツ皇帝ヴィルヘルム1世）は閲兵式で初めてモルトケを見た時に「このデンマーク人はまずまずの拾い物だな」と述べたという。

### プロイセン陸軍大学校
1823年10月にベルリンのプロイセン陸軍大学校に入学した。
当時の陸大校長は『戦争論』の著者として知られるカール・フォン・クラウゼヴィッツ少将であったが、クラウゼヴィッツから直接に教えを受ける機会はなかった。
陸大でのモルトケは軍事専門書には最小限の時間しか割かず、語学や文学、地理の勉強に没頭した。文学ではドイツ文学の他、ウォルター・スコットやバイロン、ディケンズなどイギリス文学を愛好した。地理ではカール・リッターやアレクサンダー・フォン・フンボルトから強い影響を受けた。モルトケが入学していたころの陸大は後世に比べて一般教養科目が多かったため、こうした勉強スタイルが可能となった。この経験は教養人の面と軍事専門家の面の調和というモルトケの人格を形成する基礎となった。
学業は「極めて優良」、指揮能力は「申し分なし」という成績を残して1826年に陸大を卒業し原隊に復帰した。

### 文芸活動
1827年にはフランクフルト・アン・デア・オーダーの第5師団の師団学校（Divisionsschule）の測量と製図の教官となる。
しかし少尉時代は相変わらず貧しい生活を余儀なくされ、この頃のモルトケはアルバイトで物書きをしていた。多数の論文のほか、1827年には短編小説『二人の友人』を出版している。1832年には馬を買う資金を集めるために75ポンドで『ローマ帝国衰亡史』を全12巻でドイツ語翻訳することを請け負い、9巻まで翻訳したが、出版社によって計画が中止されたためモルトケは25ポンドしか得られなかったという。
このような活発な文芸活動にもかかわらず、モルトケは当時の社会思潮にはほとんど興味を示さなかった。

### 参謀本部へ
地図製作に関する著作が評価されて、1828年5月から1832年まで参謀本部陸地測量部に所属し、シュレージエンやポーゼンの地図の作製にあたった。18世紀後半から地図の技術は急速に進歩し、また19世紀の戦争は戦域拡大の傾向があったため、地図の重要性が一層増していた。プロイセンは地図後進国であったので、地図に力を入れている時期であった。
1832年3月に参謀本部第二課へ人事異動となり、フリードリヒ大王の戦史の編纂にあたった。1833年に中尉に昇進。1833年から1835年にかけてマイン河畔、北イタリア、デンマーク、ラウジッツ、ウィーン、コンスタンティノープルなどに出張旅行に出た。1835年1月には聖ヨハネ騎士団に加入している。
3月に大尉に昇進し、『デンマーク陸海軍について』の論文で国王フリードリヒ・ヴィルヘルム3世から称賛された。

### オスマン帝国軍の軍事顧問となる

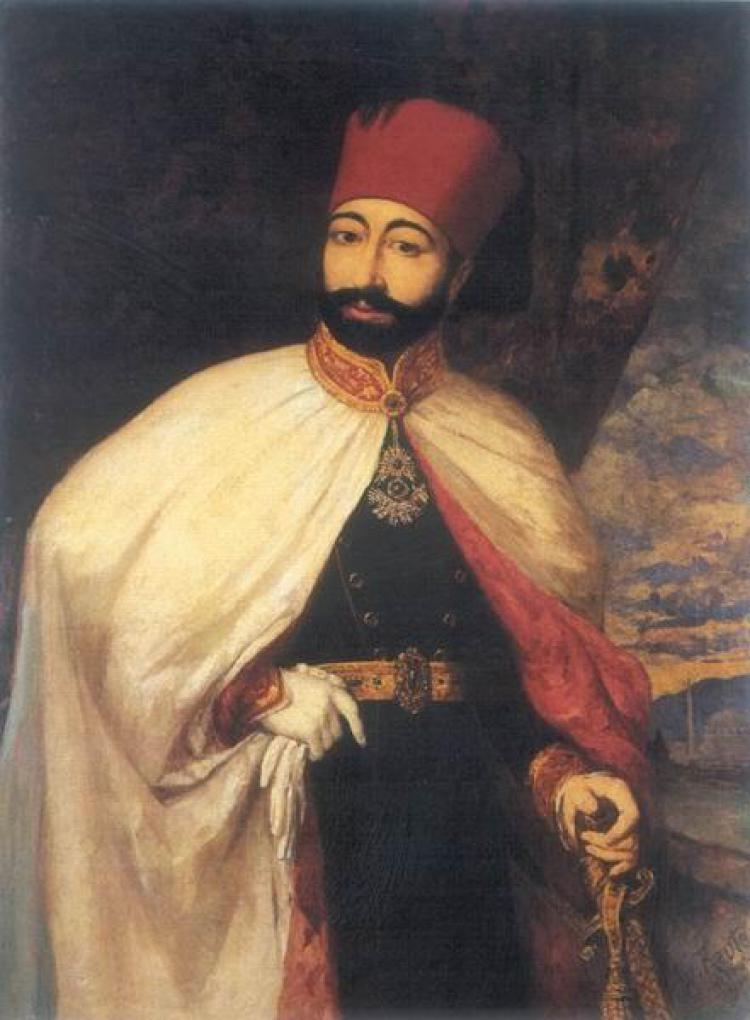
モルトケを軍事教官にして軍の近代化を行おうとしたオスマン帝国皇帝（スルタン）マフムト2世。

1835年11月のコンスタンティノープルへの旅行でオスマン帝国陸軍大臣モハメット・コスレフ・パシャに才能を買われた。モハメットはプロイセン政府と交渉してモルトケを自らの軍事顧問とした。
当時のオスマン帝国は近代化に遅れてロシアやイギリスに圧迫され、国内では内乱が多発し、ロシア皇帝ニコライ1世から「死にかけの病人」と呼ばれるような状態であった。オスマン皇帝（スルタン）マフムト2世は軍の近代化を企図し、フリードリヒ大王以来世界最優秀の陸軍国家と目されていたプロイセンに着目した。1836年1月にマフムト2世は正式にプロイセン王フリードリヒ・ヴィルヘルム3世に対して、プロイセン軍の将校や下士官を軍事教官としてトルコに派遣するよう依頼した。同地に滞在しているモルトケが早速トルコ駐在を命じられ、オスマン軍の教育と編成にあたることとなった。イギリスやフランスの軍人も教官として招聘されていたが、スルタンはモルトケの方が優秀と判断してプロイセン流の近代化を行うことを最終的に決断した。だが結局、この時のモルトケの派遣でオスマン陸軍が根本的な変革を遂げることはなかった。
1837年4月から6月にかけてスルタンに随伴して、当時オスマン領だったブルガリアやルメリアなどバルカン半島南部を視察した。モルトケはトルコの民族衣装を着て随伴したが、スルタンの視察旅行が大げさなことにカルチャーギャップを受けたという。

### エジプト・トルコ戦争
1838年3月にトロス軍司令官ハーフィツ・パシャの補佐官に任じられ、チグリス川やユーフラテス川流域に滞在した。この軍はクルド人の反乱鎮圧を名目に組織されていたが、実際にはエジプト独立を狙うオスマン帝国属州エジプト総督ムハンマド・アリーに備えた軍であった。モルトケはハーフィツの命令でエジプトとの戦争に備えてシリア国境の測量にあたった。
1839年春にスルタンはムハンマド・アリーを征伐することを決定し、ハーフィツの軍をシリアへ進ませた（エジプト・トルコ戦争）。この戦争は、ヨーロッパ諸国の干渉のみがオスマン帝国の崩壊とエジプトの独立を防ぐという現実を受け入れずに、スルタンがヨーロッパ諸国に連絡せず、独断で起こした戦争であった。モルトケはイブラーヒーム・パシャ率いるエジプト軍がコンスタンティノープルに直進すると考え、その側面を突くことができる位置であるユーフラテス川に囲まれたビラディックに全兵力を集中させることを提案した。ここは川に囲まれて退路がないが、士気の低いオスマン帝国軍の場合は背水の陣で戦った方が有利と考えられた（退路があると脱走兵が多く出るので）。
しかし司令官ハーフィツ・パシャはモルトケの言葉よりイスラム聖職者の言葉を信じ、ニジブに陣を構えた。エジプト軍が三軍に分かれたのを見てモルトケはエジプト軍が包囲行動を起こそうとしているとしてビラディックへの撤退を具申したが、ハーフィツは「退却は恥辱」とするイスラム聖職者たちの言葉を容れてそれを却下した。あきれ果てたモルトケはハーフィツに「明日の日暮れ頃には貴方は軍隊を失った司令官の境遇を思い知ることになるでしょう」と嫌味を述べたという。
そしてモルトケの予想通りニジプの戦いにおいてオスマン軍はエジプト軍に散々に敗れた。あげくハーフィツは死傷兵たちを見捨てて逃げだし、嫌々オスマン軍に従軍していたクルド人たちは、自分たちの上官を殺害して勝手に故郷へ帰っていくという惨状となった。モルトケが直接指揮していた砲兵隊は最後まで戦場に残って勇戦していたが、オスマン軍のあまりの潰走ぶりにモルトケも食糧や馬を放棄して悪路の山岳地帯を命からがらで抜けて脱出した。

### プロイセン帰国
モルトケはすっかりオスマン帝国軍に幻滅し、8月5日にコンスタンティノープルに戻り、陸軍大臣モハメット・コスレフ・パシャに敗戦報告をし、崩御したマフムト2世の墓参りをした後、プロイセンへと帰国した。ベルリンでプール・ル・メリット勲章の授与を受けた。
しかしモルトケにとってこの敗戦は重要な経験となった。モルトケが帰国した頃、プロイセン参謀本部ではアントワーヌ＝アンリ・ジョミニの「不変の原則」の戦略理論を信奉する者が増え、その教条主義化が進んでいたが、モルトケはガチガチの軍事理論はオスマン軍におけるハーフィツやイスラム聖職者のような無能者の存在、あるいは別の齟齬によってすぐに破綻してしまうと考えて「不変の原則」に冷やかだった。
帰国後にトルコ関連の本を多数出版しており、1841年に『トルコ書簡』（トルコから家族へ送った手紙集）を編纂、また同年『トルコの内部崩壊とその後の政治形態』を著した。1844年には『1828〜29年のロシア・トルコ戦争史』を著している。

### ベルリン・ハンブルク鉄道理事
帰国後、ただちに参謀本部に復帰した。1840年4月にカール王子が軍団長を務めるベルリン第4軍団の参謀に就任した。カール王子（国王フリードリヒ・ヴィルヘルム3世の三男）の紹介で宮廷にも顔を出すようになった。
1841年にモルトケにベルリン・ハンブルク間の鉄道の理事への就任要請が来た。モルトケはそれまで鉄道にはまったくの門外漢だった。それにもかかわらずこのような要請が来たのは、恐らくモルトケの出自がメクレンブルク公国やデンマークとの鉄道通過交渉において有利に働くと期待されたものと思われる。モルトケはこの要請を受け入れて1844年まで鉄道理事を務めた。これにより鉄道に関する知識を身に付け、鉄道に関する論文を多数著した。
鉄道の出現で軍隊と戦争のあり方は一変することになる。鉄道は特別な行軍練習をしていない予備役も大量に戦場へ移送することを可能としたため、常備軍は実戦力ではなく、戦時編成の際の中核及び戦時動員された予備役の訓練機関と化した。鉄道は補給能力を大きく上昇させ、後方から兵員と補給が絶え間なく送られてくるために国力が続く限りいつまでも戦えるようになった。つまり「総力戦」への道が開かれた。しかしこれは未来の話であり、この当時においては鉄道のスピードは遅く、積載量も少なく、線路や信号など鉄道インフラも不十分であったので、鉄道を使っての移送は費用対効果から考えて微妙と考えるのが一般的だった。だが鉄道の可能性を信じる将校たちの輪は少しずつ広がっていき、モルトケもその一人であった。一般に鉄道の出現で攻撃的な戦争は難しくなると言われたが、モルトケの発想はその逆であり、敵の態勢が整う前に大量の兵力を鉄道で迅速に集結・展開させられるので攻撃的戦争をしやすくなると考えていた。

### 結婚
1842年4月に少佐に昇進。同年、義理の姪にあたるマリー・ブルト（Mary Burt）と結婚した。当時モルトケは42歳、マリーは16歳であった。マリーはモルトケが妹（マリーにとっては義母）に宛てて律儀に送ってくる手紙に感銘を受けて、26歳もの年の差がありながら結婚した。
モルトケが無口だったこともあって夫婦喧嘩もなく、夫婦仲は円満だった。夕方に二人で聖書を読むのが習慣だった。ただ子供には恵まれなかった。

### ハインリヒ王子付き侍従武官
1845年にローマで病気療養中のハインリヒ王子（国王フリードリヒ・ヴィルヘルム4世の叔父）付の侍従武官に任じられた。
当時のイタリアはイタリア統一運動とフランスとオーストリアの争いにより不穏になっていたが、モルトケは各国の動向についてベルリンに報告書を書いている。またこれを機にローマの測量を行っている。
1846年7月に王子が薨去するとその遺骸はスペイン・フランスを経由してベルリンへ運ばれることとなり、モルトケがその警護を任せられた。しかし船に弱いモルトケは道中の船上で船酔いしたため船長に途中下船させられ、陸路で先にハンブルクへ向かい、船の到着を待ったという。

### 1848年革命をめぐって
1846年12月にコブレンツの第8軍団に参謀として配属されたのを経て、1848年3月に参謀総長カール・フォン・ライヘア中将に見出されて参謀本部戦史課長に就任した。同じころ1848年革命でベルリンが混乱していたため、妻をホルシュタインへ逃した。モルトケは革命の精神のうち、ドイツ統一には関心を持っていたが、民主主義的な要素は嫌っていた。
1848年革命によってドイツ・ナショナリズムが高まる中、デンマークとの間に第一次シュレースヴィヒ＝ホルシュタイン戦争が発生した。モルトケは自由主義的・民主主義的・ナショナリズム的なこの戦争を批判的に捉えていたが、シュレースヴィヒ＝ホルシュタイン問題には並々ならぬ関心を寄せていた。モルトケ自身かつてデンマーク軍の将校であり、彼の兄弟たちはいまだデンマーク軍に勤務しており、家族はホルシュタインで暮らしていたためである。モルトケは15年もの歳月を費やしてデンマーク戦争に関する論文を書き上げている。マルメにおける休戦協定後に弟アドルフが共同政府に参加し、モルトケにもドイツ人部隊指揮官への就任要請が来たが、断っている。
1848年8月に第4軍団参謀長となる。第4軍団は1849年にバーデン大公国における革命の鎮圧に出動しているが、モルトケ自身は戦闘には参加しなかった。
参謀総長ライヘアから絶大な信任を得、1848年革命鎮圧後の反動期には動員計画の研究を任されている。1850年9月に中佐、1851年12月に大佐に昇進した。1854年の軍事演習ではライヘアが病床にあったため、代わってモルトケが引率した。

### フリードリヒ王子付き侍従武官

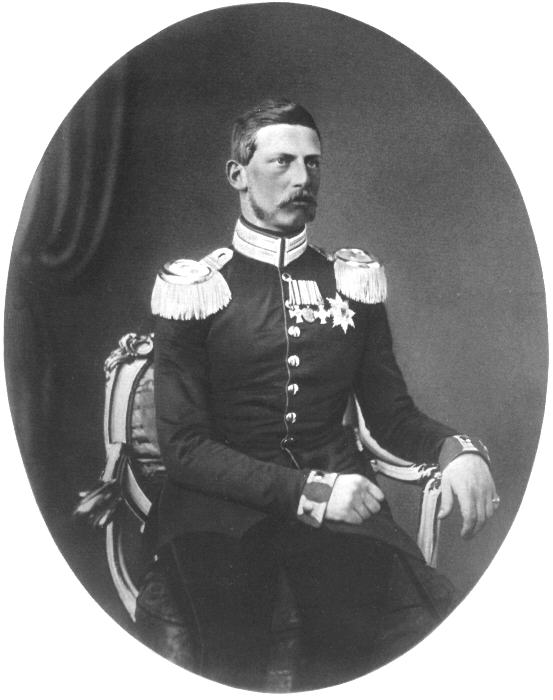
1855年時のフリードリヒ王子。

1855年9月1日、当時24歳だった国王の甥フリードリヒ王子（後のドイツ皇帝フリードリヒ3世）付きの侍従武官となった。この人事はモルトケ自らが希望した物ではなく（彼自身は連隊長か旅団長になりたがっていた）、国王フリードリヒ・ヴィルヘルム4世の特別な信任によるものであったという。
就任後すぐにフリードリヒ王子に随伴してイギリスを訪問した。この際にフリードリヒ王子はイギリス女王ヴィクトリアの第一王女ヴィクトリアと婚約した。
1856年8月に少将に昇進。8月から9月にかけてフリードリヒ王子に随伴してロシア皇帝アレクサンドル2世の戴冠式に参加した。この時に妻に宛てて書いたデンマーク語の手紙を『ロシア書簡』として編纂してデンマークの新聞に掲載した（後にドイツ語翻訳される）。
1856年11月、フリードリヒ王子が婚約者ヴィクトリアの誕生日祝いのために訪英した際にモルトケはカレーで王子の帰国を出迎えたが、その際にパリでフランス皇帝ナポレオン3世に賓客として迎えられた。しかしモルトケは「ナポレオン」という名前そのものに嫌悪感を持っており、ナポレオン3世個人についても「稀代の詐欺師」と呼んでいい印象はもっていなかった。この謁見の際にもナポレオン3世について「眼が死んでいる」と妻の手紙の中で評している。
またこの際にフランス軍を視察しているが、フランス兵が銃床を強く地面に打ち付けているのを銃の精度を落とすと批判的に見ていたという。すでに侍従武官の任を解かれ、参謀総長代理の職位にあった1858年1月にもフリードリヒ王子のヴィクトリアとの結婚のためイギリスを訪問している。
こうしたヨーロッパ各国の歴訪により当時の軍人としては稀な地理的見聞を持つに至った。

### 参謀総長就任
1857年に参謀総長ライヘアが死去し、当時の軍の実力者だった「国王個人業務局」（軍事内局）局長エドヴィン・フォン・マントイフェル少将が摂政ヴィルヘルム王子（後のヴィルヘルム1世。精神病になった兄王に代わり摂政となっていた）にモルトケを後任の参謀総長として推薦したが、モルトケはいまだ少将であること、また国王の精神病が回復する可能性もあったことから1857年10月29日にひとまず参謀総長代行に任じられた。
1858年9月18日、正式に参謀総長に任じられた。時に57歳。モルトケはこの時より30年にわたって参謀総長に在職し続けることになる。
当時のプロイセン軍では軍事内局が国王側近の立場を盾に陸軍大臣を凌いで巨大な権限を有しており、陸軍大臣隷下の参謀本部は日蔭の存在と化していた。しかしモルトケにはマントイフェルのように権力を拡大させようなどという意思はなく、黙々と職務をこなした。
就任後モルトケは参謀本部の機構改革を行い、ゲルハルト・フォン・シャルンホルスト時代に倣って担当区域ごとに3つの部門（ロシアやオーストリアなどを担当する東方課、フランスなどを担当する西方課、オーストリア以外のドイツ諸国を担当するドイツ課）を創設するとともに、鉄道課を新設した。

### 鉄道と電信の活用
モルトケは新設した鉄道課に鉄道の軍事利用について商工省と交渉にあたらせ、またモルトケ自身も陸軍大臣にプロイセン西方に一軍団ごとに鉄道を複線で設置するよう要求した。また動員の通知は電信を利用することとし、これにより動員準備の時間を大幅に短縮させた。
この時代すでにプロイセンの商工業は著しい飛躍を遂げていた。モルトケはこれだけ鉄道網や電信が整備された時代ならばナポレオン時代の戦略はすでに時代遅れになっていると考えていた。ナポレオン時代は道路網と電信が貧弱だったため、ナポレオンは主戦場に戦力を集中させたが、それに対してモルトケは鉄道を使える現在ならもっと軍を広く分散して進撃させられると考えた。またアントワーヌ＝アンリ・ジョミニの内線（敵に包囲される位置）有利論に対しても鉄道と電信が整備されている時代ならば外線（包囲側）が有利であると考えていた。
モルトケは民間の列車が止まらないよう時刻表に手を付けず、その隙間を縫って兵員輸送を行う動員計画を立て、1862年の演習において成功をおさめた。

### イタリア統一戦争
1859年4月、フランス帝国とサルデーニャ王国はオーストリア帝国と開戦し、イタリア統一戦争が勃発した。
この頃駐ロシア大使をしていたオットー・フォン・ビスマルクがドイツ連邦の覇権をめぐるオーストリアとの対立関係から反オーストリア的中立を訴えていたのに対して、モルトケはオーストリアとの対立をそれほど深刻には考えておらず、オーストリア側で参戦することを希望していた。この頃のモルトケの覚書には「プロイセンとオーストリアが協力関係にある限りフランスはドイツへ侵攻してくることはできない」と書かれている。
摂政ヴィルヘルム王子は、この戦争に対してはじめ曖昧な態度をとっていたが、6月24日のソルフェリーノの戦いにオーストリアが敗戦するとプロイセン軍全軍に動員を命じ、フランスを牽制した。フランス皇帝ナポレオン3世はこれを警戒し、7月8日に敗戦国に対する物としては比較的寛大な条件でオーストリアとの間に休戦協定を結んでいる。
この戦争はモルトケにとって鉄道を利用した近代戦争の良い研究対象となった。フランス軍、オーストリア軍ともに鉄道を利用して大軍団を投入していたが、大軍団は命令が伝達されにくく、両軍とも命令を待って無駄に停止している部隊が多いことに注目した。プロイセン軍の将校は命令がなくても砲火の方へ進軍するよう教育を受けているので、ここまでのことにはならないとしても、不安要素と考えたモルトケは日頃から「補給と進撃の分散と戦闘時の集結」の考えを指揮官たちに徹底させたうえで、指揮官の自主性・独断を尊重する気風作りを目指すようになった。
またこの戦争において火力はオーストリア軍の方が優れていたにもかかわらず、フランス軍の銃剣突撃がオーストリア軍に大打撃を与え、最終的にはフランスが勝利した。この結果に衝撃を受けたオーストリアは、白兵戦を再評価するようになっていくが、一方モルトケは白兵戦が強かったのではなく、オーストリア軍が撃つのが早すぎる散漫な射撃を行ったことがオーストリアの敗因と分析し、射撃の命令系統の強化がこの戦争の教訓と考えた。
こうしたモルトケのイタリア統一戦争研究の成果は1862年に参謀本部戦史部が『1859年のイタリア戦争』として刊行した。
この戦争中の1859年5月に中将に昇進した。

### 軍制改革

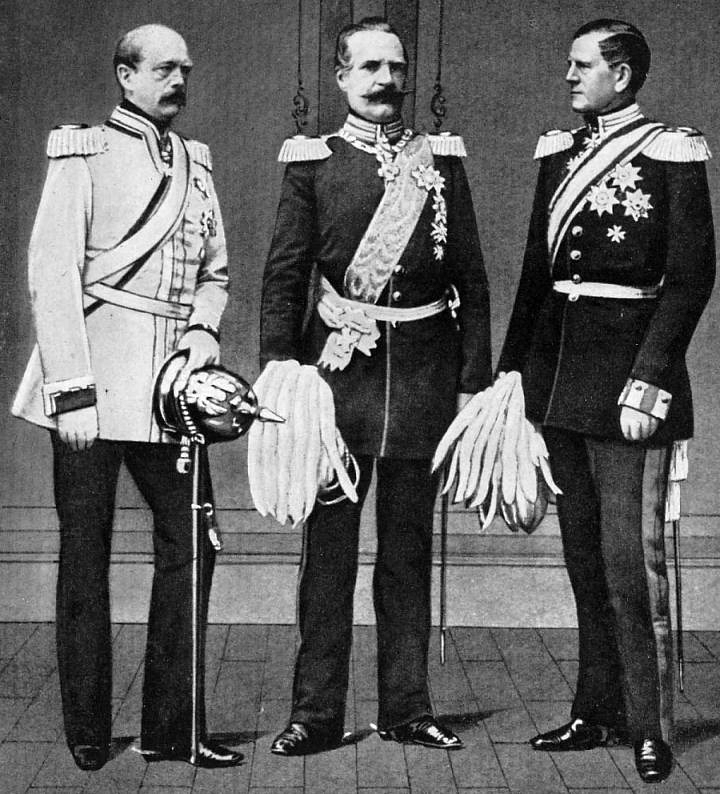
宰相ビスマルク（左）、陸相ローン（中央）、参謀総長モルトケ（右）。1860年代。

摂政ヴィルヘルム王子による軍制改革はプロイセン軍の軍備増強をもたらした。
ヴィルヘルム王子の軍制改革は、プロイセンの人口の増加に合わせて徴兵数を増やし、2年に減じられている兵役を3年に戻し、歩兵39個連隊と騎兵10個連隊を増設し、逆に民主主義的な要素が強いラントヴェーアを縮小することを目指した。またモルトケ提案の野砲部隊強化案も盛り込まれていた。
ヴィルヘルム王子は1859年12月にラントヴェーアに好意的なグスタフ・フォン・ボーニン陸相を辞職させ、アルブレヒト・フォン・ローン大将を後任の陸軍大臣に任じた。しかしヴィルヘルム王子がヴィルヘルム1世として国王に即位した後の1861年に行われたプロイセン下院総選挙で自由主義左派政党ドイツ進歩党が下院の多数派となり、軍隊に対する王権の強化を阻止するためヴィルヘルム1世の軍制改革予算案に反対するようになった。ヴィルヘルム1世はこれを統帥権干犯と看做して怒りを隠さなかった。この情勢に対して軍事内局局長エドヴィン・フォン・マントイフェルは議会に対するクーデタを主張していたが、陸相ローンはクーデタには反対だった。一方モルトケはこの対立に巻き込まれないよう、参謀本部を軍制改革をめぐる論争から隔離することに努めた。
結局ヴィルヘルム1世とローンは対議会の秘密兵器としてオットー・フォン・ビスマルクを宰相に任じた。ビスマルクは就任するや鉄血演説を行って進歩党のナショナリズムを煽って軍制改革を支持させようとしたが、それが失敗したと見ると5年にわたってほとんど議会を召集せず、無予算統治を開始して軍制改革を断行した。
ここにビスマルク、ローン、モルトケというドイツ統一の中心人物となる3人が出そろった。

### 対デンマーク戦争

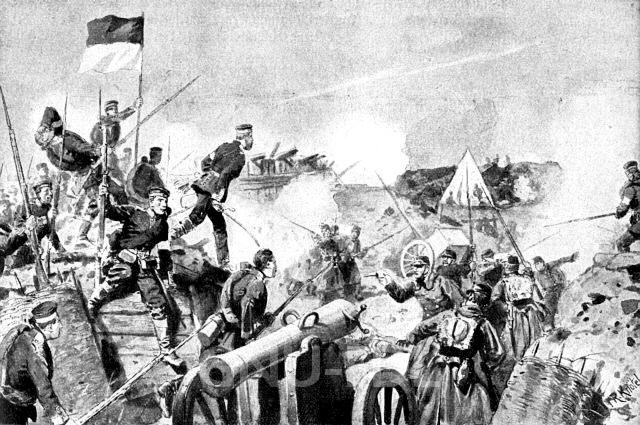
1864年のデュッペルの戦い

ビスマルクの無予算統治により憲法闘争が巻き起こる中、ビスマルクは国内をまとめるためにも小ドイツ主義統一へ急速に動き出した。デンマーク王クリスチャン9世がロンドン議定書に違反して同君連合下にある北ドイツの邦国シュレースヴィヒ公国・ホルシュタイン公国・ラウエンブルク公国のうちデンマーク系住民が比較的多く、ドイツ連邦に加盟していないシュレースヴィヒ公国をデンマークに併合しようとしたことでドイツ中でドイツ・ナショナリズムが激昂した。ビスマルクは内心では三公国のプロイセンへの併合を企みつつ、「デンマークにロンドン議定書を守らせる」という大義名分を掲げて列強（ロンドン議定書に署名しているのでそれを否定できない）の介入を阻止しながらオーストリアと同盟して対デンマーク戦争を開始した。1864年2月1日からフリードリヒ・フォン・ヴランゲル元帥を総司令官とするプロイセン軍、オーストリア軍の連合軍がシュレースヴィヒへ進撃した。
モルトケにとってはかつての祖国との戦いであり（兄たちは今もデンマーク官吏だった）、複雑な思いでいたが、参謀総長の役職は割り切って務めていたという。しかし開戦当初モルトケはベルリンに留め置かれており、参謀本部に所属する将校らも一人も前線に派遣されなかった。当時のプロイセン軍は野戦軍と参謀本部が完全に分離していた。
モルトケは以前より対デンマーク戦について「デンマーク軍がシュレースヴィヒ国境付近に主力を投入してきたら、そこで包囲撃滅するが、デュッペルなどの要塞に籠城した場合はユトランド州（デンマーク領）の侵攻に乗り出す。」という戦略を立てていた。しかしビスマルクは列強の介入とオーストリアの離脱を恐れてロンドン議定書違反となるデンマーク領への侵攻には反対し、結果ヴランゲル元帥にはデンマーク軍をデュッペル要塞に撤退させず撃滅するようにとの訓令が出されることになった。対デンマーク戦争緒戦時点でのモルトケの作戦への影響力はこの程度だった。彼はベルリンにあり、軍事情報も満足に届けられていなかった。現場司令官のヴランゲル元帥に至っては「参謀本部など不要である。そんなもののために軍務が複雑になっているのはプロイセン軍の恥である」と公言しているような状態だった。
しかし結局ヴランゲル元帥率いるプロイセン軍は包囲撃滅に失敗してデンマーク軍主力がデュッペル要塞に籠城するのを許してしまった。ビスマルクはドイツ諸国の世論を配慮して明確な勝利が必要としてデュッペル要塞攻撃を主張したが、モルトケは犠牲が出過ぎるとしてデュッペル要塞攻撃に反対した。しかしヴィルヘルム1世の直裁によりデュッペル要塞攻撃が決定し、この時もモルトケの意見は退けられる形となった。1864年4月18日、プロイセン軍は1000人以上の犠牲を出しながらも同要塞を攻略した。しかしデンマーク軍主力はアルス島への撤退に成功している。
一方オーストリア軍とプロイセン近衛師団は「戦闘はシュレースヴィヒの中のみ」という原則を無視して2月17日にデンマーク領ユトランド州へ侵入した。これが追認される形で3月8日からオーストリア軍とプロイセン近衛師団によるユトランド州侵攻が開始された。5月までにはユトランド半島ほぼ全域を占領した。しかしデンマーク領への侵攻はロンドン議定書違反になるため、これによってイギリスが介入し、5月12日に一時休戦してロンドン会議が開かれるも、プロイセン・オーストリア側の「シュレースヴィヒとホルシュタインの割譲」の要求をデンマークが認めず、イギリスも参戦を望まなかったので強い力を発揮できず、交渉は決裂して6月26日に戦争が再開された。
その間、総司令官ヴランゲル元帥とその参謀長エドゥアルト・フォーゲル・フォン・ファルケンシュタイン将軍の指揮について軍事内局局長マントイフェルら軍有力者から疑問が呈されていた。1864年5月にヴランゲル元帥に代わってヴィルヘルム1世の甥であるフリードリヒ・カール王子が総司令官に任じられ、またファルケンシュタインに代わってモルトケが総司令官参謀長に就任することとなった。この人事によってようやくモルトケが作戦指導に参画できるようになった。元デンマーク軍人のモルトケはデンマークの地理、デンマーク軍の動向についてよく理解していた。
モルトケはデンマーク軍主力が待ち受けるアルス島への上陸作戦を決行することとした。戦闘が再開された後の6月29日に手薄な島の北方から上陸させてデンマーク軍主力が籠城するスナボー陣地を側面から攻撃して陥落させた。7月1日までにはアルス島全域を占領し、プロイセン軍はいよいよ首都コペンハーゲンがあるシェラン島上陸を窺うようになった。
戦意を喪失したデンマーク王クリスチャン9世はプロイセン・オーストリア両国に講和を申し入れ、1864年10月にウィーンで結ばれた講和条約によって、シュレースヴィヒ公国、ホルシュタイン公国、ラウエンブルク公国の三公国を両国に譲渡した。
この戦勝でモルトケの地位も強化されたが、彼はすでに64歳になっていた。モルトケはヴランゲル元帥があまり良い指揮を見せられなかったのは80歳という高齢のせいだと考えていたため、自分も後進に道を譲ろうと考え、この戦勝を機に退役願いを出したが、モルトケを高く評価したヴィルヘルム1世によって却下された。
一方権勢を増すビスマルクとローンは、軍の最大実力者である軍事内局局長マントイフェルとの対立をいよいよ深めていった。マントイフェルは相変わらず議会に対するクーデタを主張し、また反革命の立場から親オーストリアを主張し、オーストリアとの対決を決意していたビスマルクと敵対した。1865年6月、ビスマルクらの強い要求に折れたヴィルヘルム1世はマントイフェルをシュレースヴィヒ総督に「栄転」させて中央から追放した。
後任の軍事内局局長ヘルマン・フォン・トレスコウ将軍は軍事に関係する御前会議にモルトケも出席させるようヴィルヘルム1世に働きかけて認められた。

### 対オーストリア戦の準備

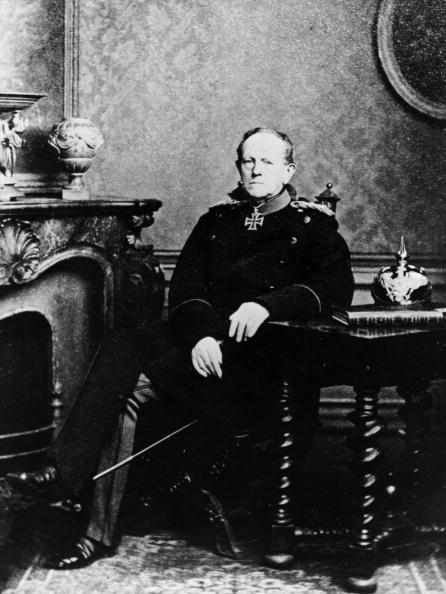
1865年のヘルムート・フォン・モルトケ

シュレースヴィヒとホルシュタインをめぐってプロイセンとオーストリアの対立が深まると、モルトケはオーストリアとの戦争は不可避と考えるようになった。一方ビスマルクは不可避とは考えていなかったが、国内外に有利な状況を作る手っ取り早い方法としてオーストリアとの戦争を志向した。こうして1866年2月のプロイセン御前会議は戦争の危険があってもこの問題で譲歩してはならないことが確認された。
モルトケはすでに1860年頃から対オーストリア作戦を策定していた。その時は守勢作戦だったが、軍制改革が進み、兵力が増強されたこと、またビスマルクの外交手腕でイタリアを同盟国に引き込み、またフランスとロシアの好意的中立が確保されたことにより攻勢的作戦に修正していった。
ビスマルクはナポレオン3世率いるフランスの動向を気にして一個軍団をライン川に残すことを主張したが、モルトケはベーメンに集結するであろうオーストリア軍主力の撃滅を優先すべきであることをヴィルヘルム1世に進言して認められた。一方モルトケは南ドイツ諸国に対する二個軍団もベーメン方面へ投入したかったが、これはビスマルクの反対で退けられた。
モルトケはオーストリアより充実していたプロイセンの鉄道網を利用して、これまでの軍事学の常識を覆す「分散進撃して攻撃時のみ集中」させる作戦計画を立てた。ザクセンからニーダーシュレージエンにいたる300キロの弧状にプロイセン軍の全兵力の7分の6にあたる三軍（エルベ軍、第1軍、第2軍）を配置し、それぞれの位置からベーメンのオーストリア軍へ向けて進撃させて決戦場で合流させる計画だった。ベーメンへ通じる鉄道はプロイセン側は5本、オーストリア側は1本であり、モルトケは優位を確信していた。
補給の組織化のため、トレスコウ将軍の推挙でヴィルヘルム1世は6月2日の勅令をもって今後国王の勅命は参謀総長をもって伝達するものと定めた。これによりモルトケは戦時中においては陸軍大臣に図らずとも全軍に命令を下せるようになった。6月8日付けで歩兵大将に昇進した。

### 普墺戦争（プロイセン対オーストリア）

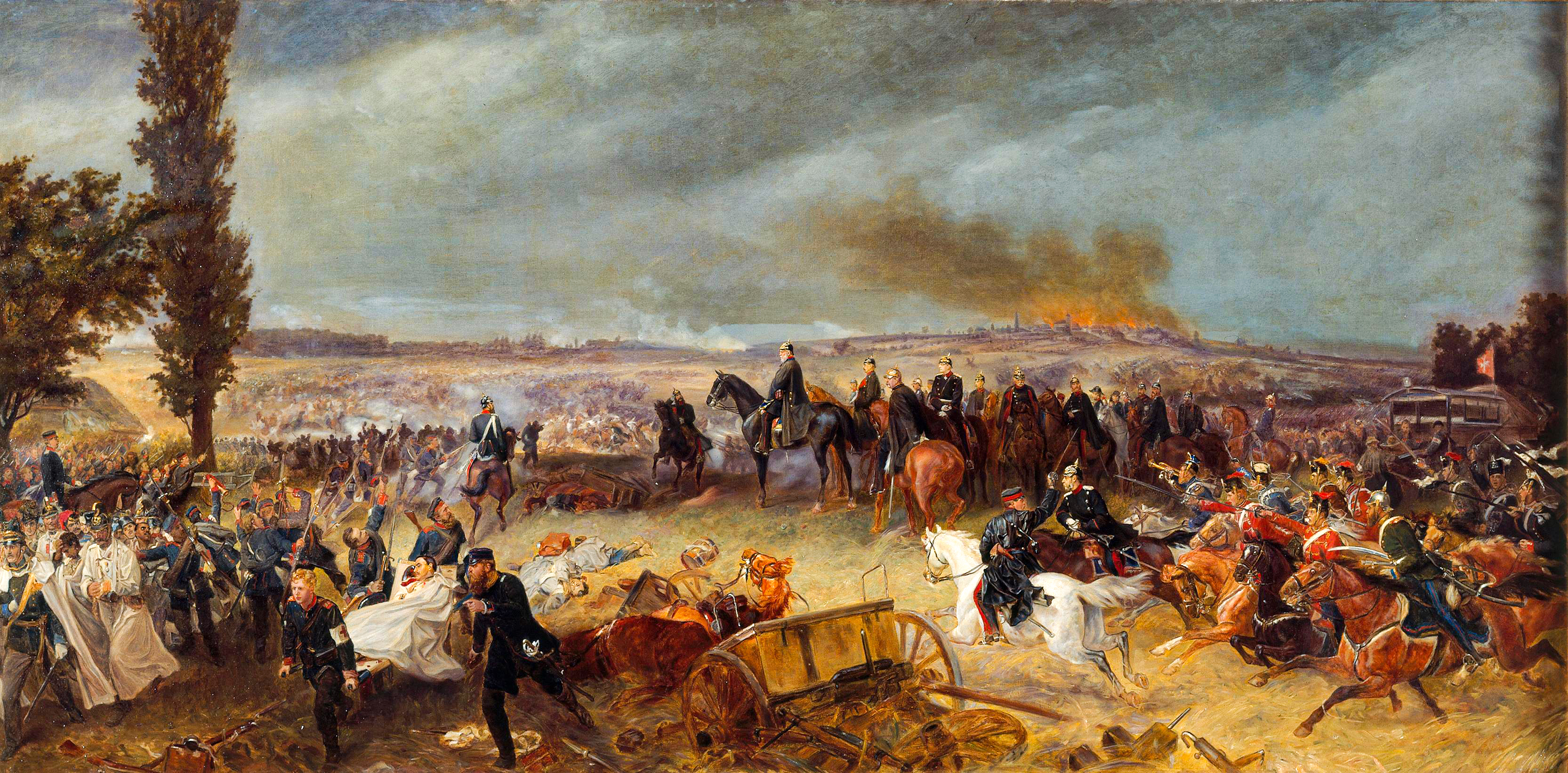
ケーニヒグレーツの戦いの指揮を執るヴィルヘルム1世とモルトケを描いた絵画（ゲオルク・ブライプトロイ画）

6月14日にモルトケはドイツ中部と南部の中邦国担当のマイン軍にハノーファー王国とヘッセン大公国へ侵攻を開始させた。6月29日、バイエルン軍と合流すべく南進していたハノーファー軍が偶然マイン軍の真ん中に現れたため、モルトケは分散進撃・集中攻撃をかけるよう指示し、ランゲンザルツァの戦いでハノーファー軍を降伏に追い込んだ。
一方エルベ軍は6月16日にザクセン王国へ侵攻していたが、ザクセン軍は戦闘を避けて撤退し、ベーメンのオーストリア軍に合流した。このオーストリア軍主力と決着をつけるべく、ザクセンにエルベ軍、シュレージエンに第一軍と第二軍を配置につけ、エルベ軍、第一軍、第二軍の三軍全部でもってベーメンのギッチンへ向けて進軍させた。指揮官たちの中にはナポレオン時代の観念に囚われて「分散進撃は各個撃破を受ける恐れがあり危険である。まずシュレージエンで全軍の合流を」と主張する者も多かったが、モルトケは「鉄道と電信が発展した現在ではその心配はない」とヴィルヘルム1世に進言して作戦を続行させた。
7月1日にオーストリア軍主力がケーニヒグレーツに集結しているとの報告を受けたモルトケは、オーストリア軍包囲の好機とみた。7月3日モルトケはケーニヒグレーツから最も遠い距離にいる第二軍（泥道に足を取られていた）に敵の右側面から攻撃するよう指示しつつ、勝機を逃さないため、第二軍やエルベ軍の到着を待たずに、敵との距離が最も近かった第1軍にオーストリア軍に攻撃をかけさせた（ケーニヒグレーツの戦い）。緒戦は第1軍単独で戦う羽目となったため、プロイセン軍に不利な情勢だった。
続々とやってくる前線部隊の救援要請の伝令に対してもモルトケは冷静であり、作戦を変更しようとはしなかった。この時、心配になった宰相ビスマルクが葉巻をモルトケに勧めた。それに対してモルトケは目の前に出された葉巻入れの中の葉巻をじっくり見比べて、出来の良いものを選んだ。これを見たビスマルクは「作戦立案者がこれだけ落ち着いていれば大丈夫であろう」と安堵したという逸話がある。
やがてエルベ軍とフリードリヒ皇太子率いる第二軍が到着して右側面から攻勢をかけたことで形勢は逆転し、オーストリア軍は総崩れとなった。モルトケは第二軍にエルベ川左岸から攻撃をかけさせてエルベ軍の攻撃と対応してオーストリア軍を包囲しようとしたが、まだこの頃のモルトケの権威は微妙なものだったので、指揮官たちは分散進撃で各個撃破されることを恐れて、一度他の部隊と集合してから戦闘に入らせる者が多かった。結果正面戦闘になり、オーストリア軍の砲兵と騎兵隊の有効な反撃を受けて、追撃は不徹底に終わり、オーストリア軍はエルベ川、ドナウ川を越えてウィーン向けて撤退することに成功した。
ともあれ戦争には勝利し、モルトケはヴィルヘルム1世に「陛下は本日の戦闘に勝利されただけではなく、今回の戦争にも勝利されました」と報告したという。この勝利はモルトケの包囲作戦の成功もあったが、同時にプロイセン軍が元込め式のドライゼ銃を採用していたおかげでもある。元込め式は連射の速度が速かったので、（先のイタリア統一戦争の教訓で）銃剣突撃を果敢に仕掛けてきたオーストリア軍を蹴散らすことができたのであった。
ケーニヒグレーツの勝利でプロイセン軍はウィーンから60キロの位置にあるニコルスブルクへ進撃した。すでに戦意を失っていたオーストリアは、フランス皇帝ナポレオン3世を介してプロイセンに講和を申し出た。ビスマルクはすでに次なるフランスとの戦いを見据えており、その時オーストリアから中立を得なければならないことから講和に応じるつもりであり、そのためウィーン進軍を停止するよう主張した。一方モルトケは当初これに反対したという。軍は意気揚々としてウィーンへ向けて進軍中であるから、停止を命じることなど無理と考えていたという。だが最終的にはモルトケもビスマルクの立場を支持し、「ウィーンを占領してもオーストリアは降伏しない。広大なハンガリーへ後退して祖国奪還の戦意に燃えて戦争を続けるだろう。さらにフランスが介入してきて二正面作戦になる恐れもある」と各司令官たちの説得にあたった。
ビスマルクはフリードリヒ皇太子の助力も得てウィーン進軍を主張していたヴィルヘルム1世を説得して、オーストリアやフランスと講和交渉に入った。その結果、オーストリアとザクセンは領土を保全されるが、オーストリアは今後ドイツ問題には干渉しないこと、また北ドイツ諸国でプロイセン王を盟主とする北ドイツ連邦を創設するが、バイエルン王国など南ドイツ諸国はこれに参加しないことが決められた。
モルトケは普墺戦争の性質について「防衛戦争ではないし、国民世論が起こした戦争でもない。領土の拡大や物質的利益を狙って起こされた戦争でもない。権力的地位という理念を狙って官房内で必要とされて静かに準備されていた戦争であった。オーストリアは1ミリも領土を失わなかったが、ドイツにおける覇権を喪失したのである」と総括している。

### 対フランス戦争の準備
モルトケは1867年2月の北ドイツ連邦帝国議会（Reichstag）の議員選挙に出馬した。彼はこの選挙直後の手紙の中で一足早く開票情勢が判明したベルリンの6選挙区において彼やビスマルク、ローンらが落選したことについて「大衆は何も見ていない。彼ら（民主主義者）が支配する国家および社会は禍である。地方はもう少しマシだろうが、まだ結果が分からない」と書いている。しかし結局モルトケは3つの選挙区で当選し、メーメル・ハイデクルーク（memel-heydekrug）選挙区選出の議員として帝国議会に議席を持つことになった。

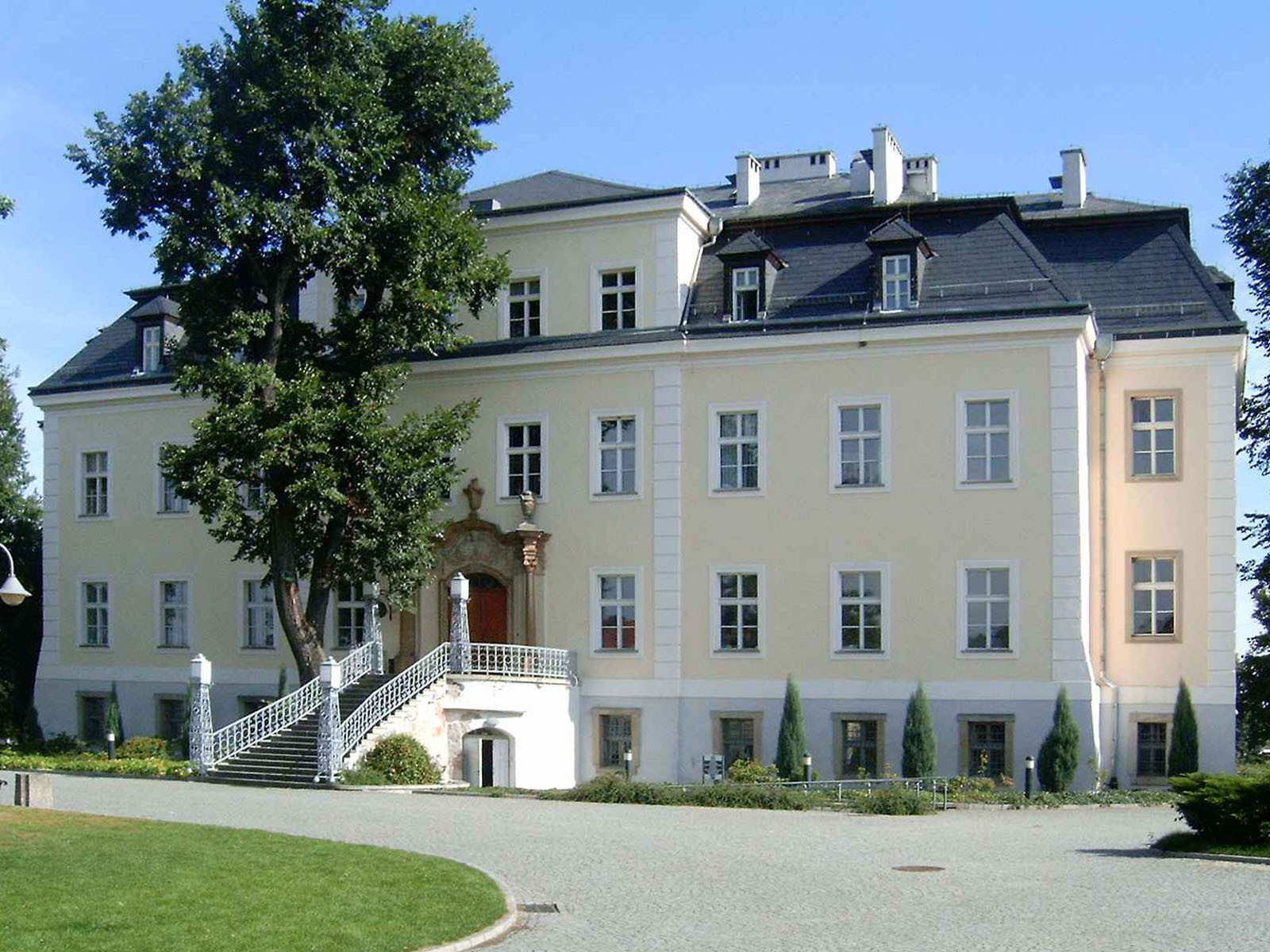
領地クライザウのモルトケの屋敷

同年8月、ヴィルヘルム1世はモルトケに恩賞としてシュレージエンのクライザウの荘園を与えた。モルトケは貴族には所領が不可欠と考えており、父同様に地主になりたがっていたのでこの恩賞を大いに喜んだという。
しかし1868年12月24日には妻マリーに先立たれ、悲しみの淵に沈んだ。ヴィルヘルム1世はモルトケを励まそうとマリーの異母弟をモルトケの副官に任じている。
普墺戦争終結直後からフランスとの戦争は予想されており、モルトケは当初守勢作戦を立てていた。しかし北ドイツ連邦の安定で軍事力も増強されるに及んで攻勢計画に変更していった。
1867年に『ドイツにおける1866年の戦争（Der Feldzug von 1866 in Deutschland）』を監修し、それをきっかけに軍内で普墺戦争の成功点と失敗点の検討がはじまった。失敗点として挙げられたのはまず大砲の火力の不備であった。これは鋼鉄製の後装の曳火信管のクルップ砲を導入することで改善を図り、速射性、照準の正確さ、運搬性においてフランス軍の大砲を凌ぐようになった。さらに参謀本部の権威が普墺戦争期には未だ微妙だったため命令が徹底されなかったことであるが、それは普墺戦争に従わなかった将官たち（主に70代の旧来の戦法を妄信していた）が一線を退いたことと、戦後の参謀本部の権威化が進む中で普仏戦争時にはすでに解決していた。他に騎兵がほとんどを力を発揮しなかったことがあり、新しい時代の騎兵のあり方として偵察用や側面や背面攻撃用にすることとした。また軍の戦略上の単位についてモルトケは軍団より師団を重視したがっていたが、これはヴィルヘルム1世により認められなかった。
1869年には『高級指揮官に与える教令』を発し、その中でケーニヒグレーツの戦いをモデルに短期決戦論を説き、「異なる地点から各軍が戦場に集中しなければならない。その際、最後の短時間の進撃は別々の方面から敵軍の正面と側面に対して同時に行われねばならない」とした。この短期決戦論はその後ドイツ軍部において教条化していくことになる。
短期決戦において重要なのは鉄道であり、モルトケは参謀総長に就任して以来、フランスとの戦争を見据えてドイツ各地からライン川へ向かう鉄道の建設に尽力していた。その結果普仏戦争時点で北ドイツからフランスへ通じる鉄道は6本になっていた。対してフランスは４本でしかも鉄道ダイヤを調整する鉄道課が存在しなかった。これにより開戦時、フランス各地で大渋滞が起き、動員が遅れることになる。
そのためモルトケは普仏戦争に強い自信を持っており、早期の開戦が有利であると主張していた。1867年には対フランス開戦をビスマルクに求めているが、ビスマルクは反プロイセン的な南ドイツ諸国をプロイセンが取り込めるほどドイツ・ナショナリズムを激昂させる行動をフランスにさせる機会を窺っていた。

### 普仏戦争

#### 開戦
ルクセンブルク問題を経てフランスとプロイセンの関係は悪化を続け、ホーエンツォレルン＝ジグマリンゲン家のレオポルト王子のスペイン王立候補をめぐってフランスの怒りは頂点に達し、1870年7月13日、フランス大使ヴァンサン・ベネデッティがバート・エムスにおいてヴィルヘルム1世と会見し、レオポルトのスペイン王立候補を支持しないと宣言することを求めたが、ヴィルヘルム1世はこれを拒否し、その件をビスマルクに電報で伝えた。
国王からの電報を受けたビスマルクは一緒にいたモルトケに対して「プロイセン軍は戦闘準備にどれぐらいかかるかね」と聞いた。モルトケは「すぐ開戦した方がいいでしょう。遅れるよりは。」と回答した。モルトケを信頼していたビスマルクはこのモルトケの一言でフランスとの開戦を決意したという。そしてヴィルヘルム1世の電報の内容を意図的に省略して意味を捻じ曲げ、ドイツ・ナショナリズムとフランス・ナショナリズムを煽る電報を作成して新聞に公表させた。この「エムス電報事件」によってドイツ中で反フランス感情が高まり、南ドイツ諸国もプロイセンを支持し、一方フランスでも反プロイセン感情が高まり、ナポレオン3世がプロイセンに宣戦布告するよう追い込んだ。
フランス政府は7月14日に動員を決定し、7月19日にプロイセンに宣戦布告した。一方プロイセン軍は7月16日から動員準備を開始した。7月20日の勅令でモルトケは戦争中、大本営参謀総長として全ての作戦指揮を任されることとなった。普仏戦争ではビスマルクが軍事に関する御前会議に招かれることが少なくなり、結果モルトケの影響力が増すことになった。
開戦時点でプロイセン王ヴィルヘルム1世（実質的にはモルトケ）率いる北ドイツ連邦軍と南ドイツ諸国軍は約38万人、フランス軍は30万人の兵力であったと見られるが、プロイセン軍は兵役が現役3年、予備役4年、後備役5年となっており、一方フランス軍は現役7年であった。しかもフランス軍は身代わりの代替を認めていたので長い軍歴を持つ職業軍人的な軍隊であった。一方プロイセン軍は短期間の徴兵を幅広く行っている大衆軍隊だった。

#### 国境付近の戦闘

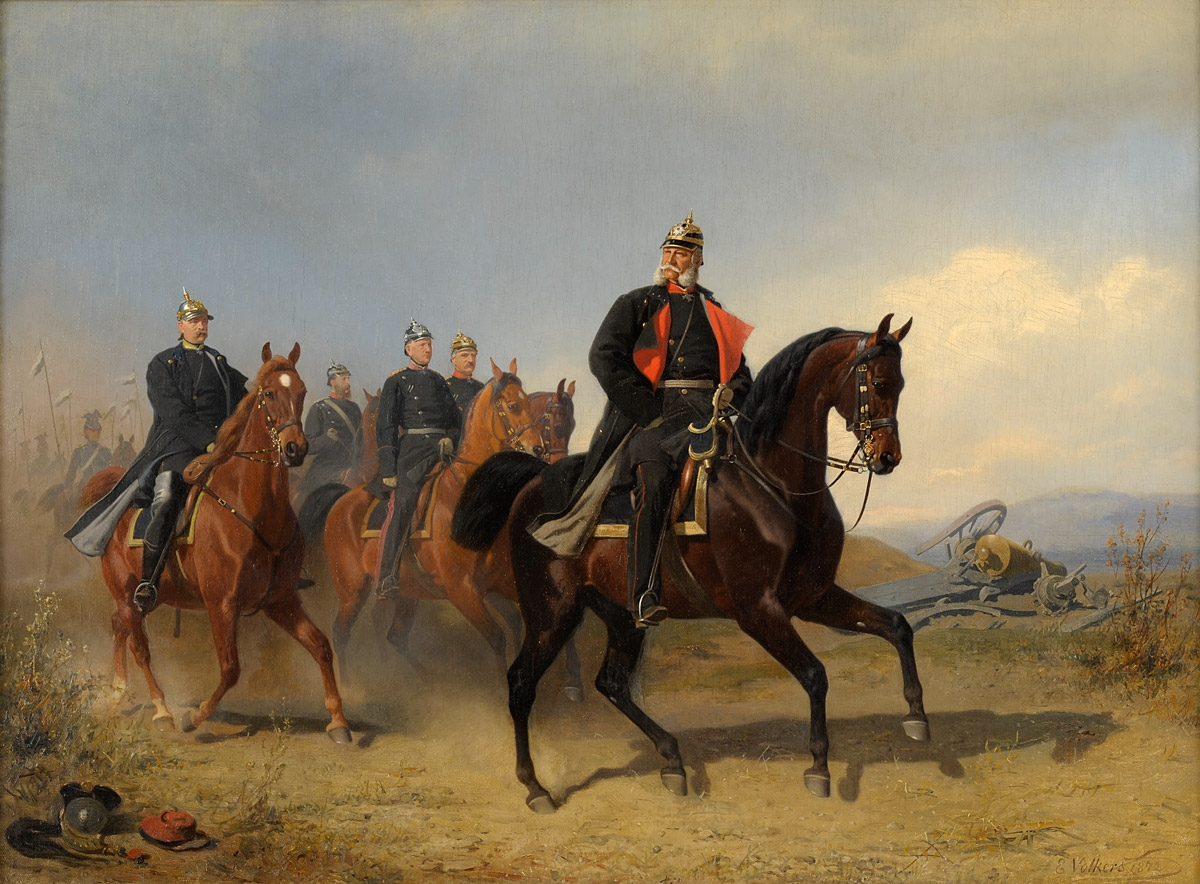
宰相ビスマルク、参謀総長モルトケ、陸相ローンらを引き連れて前線視察を行うヴィルヘルム1世を描いた絵画。

ドイツ軍は8月3日までに予備兵力も動員して49万の兵力をプファルツ地方へ送りこんだ。三軍に別れ、トリーア（右翼）に第1軍（カール・フリードリヒ・フォン・シュタインメッツ大将指揮下6万人）、ヴィルヘルム1世の大本営がおかれたマインツ（中央）に第2軍（フリードリヒ・カール王子指揮下19万5000人）、ランダウ（左翼）に第3軍（フリードリヒ皇太子指揮下13万人）が配置された。モルトケはフランス軍がドイツ軍の分散進撃を警戒して分散防衛体制をとると考え、国境付近で包囲殲滅することを計画した。
一方ナポレオン3世はフランス軍をバーデン大公国へ侵攻させてマイン川を抑え、それによって南ドイツ諸国と北ドイツ連邦を分断して補給を断ち切る作戦を立てていた。またフランスの海軍力の圧倒的優位（プロイセンはまともな海軍を持っていなかった）を利用して海軍陸戦隊をバルト海沿岸に上陸させ、またフランスの優位を見せつけることでオーストリア＝ハンガリー帝国の参戦を促し、三方向からベルリンへ向けて進軍する計画だった。だが6本の鉄道を利用したドイツ軍の国境地帯への動員が予想以上に早く、またロシアがプロイセンに好意的な中立をとり、オーストリア＝ハンガリーが動かないよう牽制している国際情勢からナポレオン3世は攻勢計画を中止し、フランス国土防衛に集中した。
フランス軍がアルザス地方のストラスブール付近（アルザス集団、10万人）とロレーヌ地方（ロレーヌ集団、15万人）に別れて計25万の兵力を集中させているという情報がモルトケのもとに入っていた。フランス軍が外線（包囲側）になる布陣であったが、モルトケはアルザス集団とロレーヌ集団がヴォージュ山脈を挟んでいるのを利用して、本戦の前に第3軍を使ってアルザス集団を南へ押しこんで本戦ではドイツ軍側が外線になるよう仕向けようとした。
ところが8月6日にシュタインメッツ大将の第1軍が独断でフランス軍ロレーヌ集団に攻勢をかけ、スピシュランの戦いに及び、ロレーヌ集団を撃退した。この戦いは勝利したとはいえ単純な正面戦闘となり、追撃もできないほど大きな損害を出したばかりか、衝撃を受けたナポレオン3世が全フランス軍にシャロン＝アン＝シャンパーニュまでの後退命令を出し、国境でフランス軍主力を包囲撃滅するというモルトケの計画が崩れてしまった。しかし普段から現場指揮官の自主性を大事にしていたモルトケはシュタインメッツを批判しなかった。戦後に戦史家がシュタインメッツ批判を行った際にも「この戦闘は予期できない物だったが、戦術上の勝利は常に戦略上の計画を助けるものであるから、我々は勝利は常に感謝して、それを利用すべきである。この戦闘について言えば、敵主力と接触することができたのであり、その後の大本営の戦略決定を非常に容易にしたといえる。」として擁護している。

#### メス包囲戦
動揺したナポレオン3世は8月13日に総司令官の座をロレーヌ集団司令官フランソワ・アシル・バゼーヌ元帥に譲った。バゼーヌ元帥はひとまずメスに籠城した。一方アルザス集団はさらに西にあるシャロン＝アン＝シャンパーニュまで後退を続けた。
モルトケはメスのロレーヌ集団を次なる包囲攻撃目標に定め、第1軍は第2軍の右翼を担うべくニエ川へ、第2軍の2個師団はメス東南へ、第2軍主力はメス南方へそれぞれ布陣し、メス包囲体制をとらせることとした（第3軍はアルザス集団を追撃）。この行軍の際、ザール川渡河でシュタインメッツ大将の第1軍が第2軍の進軍路に割り込んだため、交通渋滞が発生した。訓令主義のモルトケもこれには命令を出さざるを得ず、軍司令官を通さずに軍団長に直接命令を出すなど命令系統無視を侵してまで交通整理に務め、なんとか予定通り各軍を配置につかせた。
8月14日、ロレーヌ集団がメスから更に西のヴェルダンへ後退するつもりだと知った第1軍と第2軍がロレーヌ集団に攻撃を開始した（メス攻囲戦）。交通渋滞で撤退できずにいたロレーヌ集団は二個軍団を反撃に出し、時間を稼ごうとした。それに対してモルトケは第2軍にヴェルダンへの道を塞ぐことを命じ、また第1軍の一部を北方へ移動させ、全方角からの包囲状態にしてロレーヌ集団のメス脱出を阻止した。モルトケは第2軍にメス南西部から攻勢をかけるよう命じていたが、第2軍司令官はロレーヌ集団が北西から脱出しようとしていると判断し、独断で北方から攻勢をかけ、8月18日までにロレーヌ集団をメスに押し戻す事に成功した。

#### セダン包囲戦

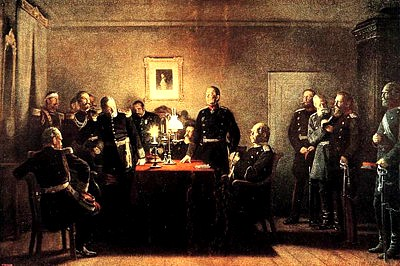
1870年9月2日、セダンのフランス軍と降伏交渉を行うモルトケとビスマルクを描いた絵画（アントン・フォン・ヴェルナー画）

シャロン＝アン＝シャンパーニュに後退していたフランス軍のアルザス集団はパトリス・ド・マクマオン元帥の指揮のもとシャロン軍を新編成し、ナポレオン3世も同行してロレーヌ集団の救出へ向かった。モルトケは8月15日にこれを知り、第2軍隷下の3個軍団をもってマース軍（司令官はザクセン皇太子アルベルト）を新編成して、同軍と第3軍でもってシャロン軍にあたらせることとした（第1軍と第2軍は引き続きメス包囲）。
モルトケはこの両軍に対してシャロン軍の正面と右翼から攻勢をかけてドイツ国境へ圧迫し、パリから遮断するよう指示していた。両軍はその指示通りセダン南部のボーモン＝アン＝アルゴンヌでシャロン軍とボーモンの戦いに及んで勝利し、シャロン軍をパリと分断して北のセダン要塞に圧迫した。
雨が上がった9月1日からドイツ軍がセダンに激しい砲撃を加えた（セダンの戦い）。またセダン環状道路の西口から第3軍隷下の第5軍団（フーゴ・フォン・キルヒバッハ中将指揮下）と第11軍団（ユリウス・フォン・ボーゼ中将指揮下）が北進した。両軍団は連携してフランス重騎兵隊の無謀な突撃を誘い、ドライゼ銃を浴びせかけて玉砕させた。午後3時までには両軍団がセダン環状道路を抑えていた。
この危機的情勢を前にセダン要塞内にいたナポレオン3世は将軍たちから求められたナポレオン3世自らが先頭に立っての突撃作戦を拒否し、要塞内の8万30000人のフランス軍将兵とともにドイツ軍に投降することにした。モルトケはヴィルヘルム1世に「陛下が今世紀最大の勝利を得たことを祝福申し上げます」と報告したという。また部下の参謀将校一人一人と握手して「このような戦果をあげられたのは君たちのおかげだ」と語ったという。皇帝を捕虜にしたというニュースは世界を驚かせた。フリードリヒ・エンゲルスのような社会主義者さえもが「（モルトケは）青春のエネルギーを全て発散している」と評して舌を巻いたほどだった。
宰相ビスマルクは戦果はもう十分であり、アルザス＝ロレーヌ地方の割譲を求める講和に入るべきと主張したが、モルトケはパリを陥落させる必要があると主張し、9月4日に第3軍とマース軍をパリへ向けて進撃させ、9月19日からパリを包囲した。
- フランス軍のアルザス集団（シャロン軍）のセダン籠城までの動き。
- 捕虜になったナポレオン3世と会見するヴィルヘルム1世、ビスマルク、フリードリヒ皇太子、モルトケ。

#### パリ包囲戦

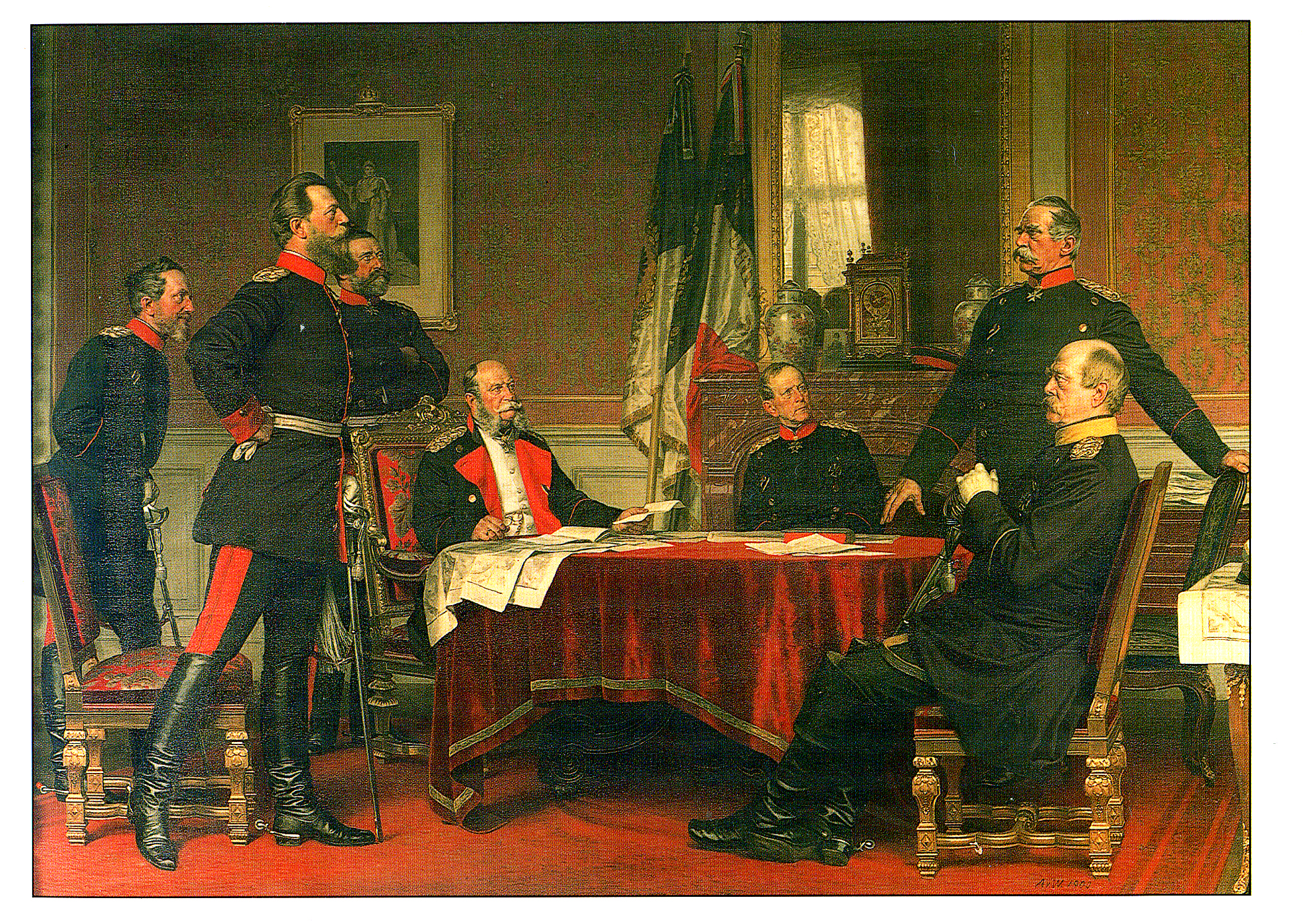
パリ包囲戦中のヴェルサイユの大本営を描いた絵画。中央右に座っているのが参謀総長モルトケ。テーブルを囲う順に右隣から陸相ローン、宰相ビスマルク、皇太子フリードリヒ、プロイセン王ヴィルヘルム1世（アントン・フォン・ヴェルナー画）

ナポレオン3世が捕虜になったことで、パリでは第二帝政が打倒されて共和政の臨時政府が樹立されていた。この臨時政府とビスマルクの間で講和交渉が行われたもののビスマルクがアルザス・ロレーヌ地方の割譲を求めたために決裂した。なおモルトケは当初フランス領土の割譲の要求はフランスの抵抗力を増すと考えて慎重だったが、10月27日にメスのロレーヌ集団が降伏したことでフランス軍は戦力をほぼ失ったと判断し、国防上重要なアルザス・ロレーヌ地方の割譲を求めるようになっていた。
10月8日にはフランス臨時政府内相レオン・ガンベタが包囲されたパリから気球で脱出し、南フランスでゲリラ部隊を組織した。このゲリラ部隊がドイツ軍の後方線に効果的な打撃を加えてくるようになった。そのような状況の中、パリ包囲をめぐってモルトケは兵糧攻め、一方のビスマルクは砲撃を主張した。モルトケは弾薬不足や今あるパリの臨時政府が長く持たないと思っていたことなどからこのままパリ包囲を続けていればいいと考えていた。一方ビスマルクはだらだらとパリを包囲しているとイギリスかロシアが介入してくると恐れていた。
しかし各地の要塞が陥落して弾薬の心配がなくなるとモルトケも砲撃を支持するようになった。この頃本国では北ドイツ連邦帝国議会において社会主義者のアウグスト・ベーベルらが反戦運動の一環で戦時国債の発行に反対し、大逆罪容疑で逮捕されるという事件が発生していた。モルトケはこれ以上戦争を長引かせるとこうした危険分子の活動が活発化すると懸念するようになっていた。
かくして1870年12月27日からパリ砲撃が開始された。パリ砲撃の最中、ビスマルクは南ドイツ諸国とドイツ統一の交渉を行い、北ドイツ連邦に南ドイツ諸国も加わる形でドイツ帝国の樹立にこぎつけた。そして1871年1月18日に大本営がおかれているヴェルサイユ宮殿においてヴィルヘルム1世のドイツ皇帝即位式が挙行された。
一方包囲と砲撃が続くパリでは飢餓が深刻となり、1871年1月26日、ついにパリが開城されることとなった。ドイツ占領軍の許可のもと行われた2月8日のフランス議会選挙の末にアドルフ・ティエールが議会の選出でフランス政府首班となり、彼はアルザス・ロレーヌ地方の割譲と50億フランの賠償金支払いの条件を受諾してドイツと講和条約を結んだ。
この講和に反対したパリ市民たちがパリ・コミューン政府を樹立し、ティエール政府をパリから追った。ビスマルクとモルトケはフランス軍捕虜を釈放してティエール政府の軍隊に参加させ、またドイツ軍にパリ砲撃を行わせることでティエール政府によるパリ・コミューン鎮圧を支援した。

### ドイツ統一後

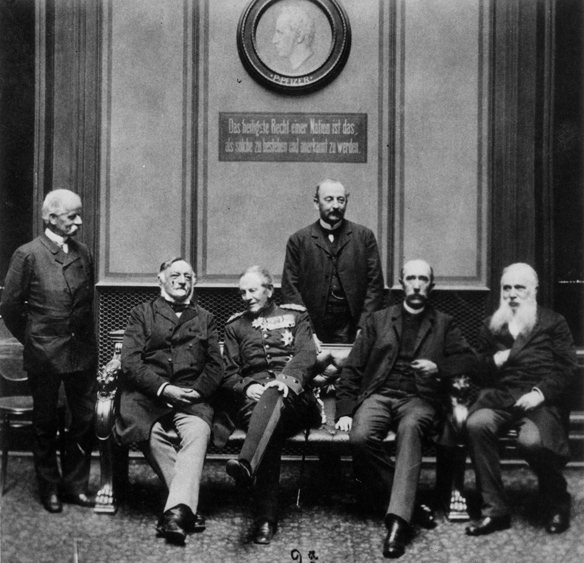
1889年、ドイツ保守党の党員集会。中央の軍服の人物がモルトケ。

普仏戦争の勝利によってプロイセン陸軍は世界最強の陸軍、プロイセン参謀本部は世界最高の軍事企画機関と看做されるようになった。ドイツ帝国諸邦の中ではバイエルン王国のみ独自の参謀本部を持ち続けたが、それも有名無実な存在と化していき、ドイツ諸国は次々とプロイセン参謀本部に将校を送ってそこで仕事をさせるようになった。
モルトケは普仏戦争中の1870年10月に伯爵に叙されており、帰国後の1871年6月に元帥位を与えられた。1872年1月28日にはプロイセン貴族院の終身議員に勅任された。帝国議会議員の方も引き続き在職し、しばしば帝国議会で軍事問題の演説を行った。モルトケの演説は軍事に特化しており、簡潔明瞭、かつ個人攻撃がなかったため評判が良かったという。1872年より陸軍大学が参謀総長の隷下と定められた。

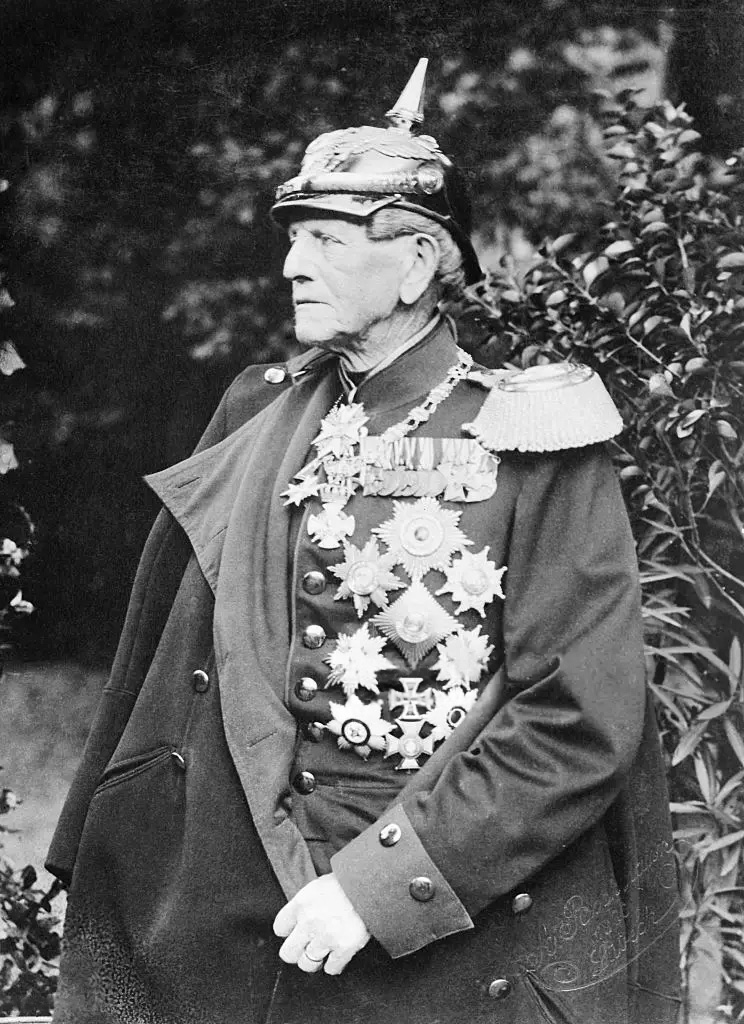
最晩年のモルトケ

老齢のモルトケは1879年頃から体力の衰えを訴えるようになり、1881年12月27日に辞表を提出した。しかしヴィルヘルム1世は「卿の軍に対する功績は余りにも偉大であるため、朕は卿が生きている限り卿の退役を考慮することはできない。」として辞職を退けた。しかし同時にモルトケの身体を心配してアルフレート・フォン・ヴァルダーゼー将軍を参謀次長に任じることでモルトケの激務の軽減を図ろうとした。また晩年の10年ほどは甥のヘルムート・ヨハン・ルートヴィヒ・フォン・モルトケ（小モルトケ、後に彼も参謀総長となる）がモルトケの副官を務めた。子供のないモルトケは彼のことを我が子のように可愛がった。
1883年5月20日の勅令で参謀総長に帷幄上奏権が認められ、平時においてもいつでも皇帝に上奏できるようになった。これによって参謀総長が陸軍省の統制を受けるのは事実上軍の装備についてだけとなった。
1887年には『1870年から1871年の独仏戦争史』の監修にあたった。
普仏戦争後のモルトケは一貫してフランスとロシアに対する予防戦争を主張していた。モルトケは参謀総長に就任した時から露仏との二正面作戦は念頭に置いていたが、普仏戦争後にはその可能性がより高まっていた。とりわけモルトケはこの二国との戦争を不可避と考えていた。モルトケは二正面作戦について1871年4月に「短期間のうちに一方の敵を倒し、次いでもう片方の敵と戦う事を想定しなければならない」と語っている。どちらに重点をおいて攻勢をかけるかについては、モルトケは状況に応じて揺れ動いた。はじめ露仏双方に同兵力を当てて攻勢をかけることを想定していたが、やがてフランスの軍拡が目覚ましくなると、フランス側に重点的に攻勢をかける案に変更した。さらに1879年に独墺同盟が成立したことでロシア側に攻勢をかける計画に変更している。
戦争の時期については、（とりわけフランスについては）早ければ早いほどドイツが有利と考えていた。1875年の『ポスト紙』事件で独仏戦争の危機が発生した際にもモルトケはロシアとフランス双方を相手にしてでもフランスに対して予防戦争を行うべきとビスマルクに提言したが（この際のモルトケは対ロシア戦線より対フランス戦線に兵力を集中する案を提出している）、予防戦争の意思がないビスマルクから却下されている。1887年にもヴァルダーゼー将軍に突き上げられる形で対ロシア開戦をビスマルクに提言しているが、やはり却下されている。
1888年3月9日にヴィルヘルム1世、6月15日にその後を継いだフリードリヒ3世が相次いで崩御し、ヴィルヘルム2世が皇帝に即位した。モルトケはこれを機に辞職を決意し、1888年8月10日にヴィルヘルム2世に対して「私はもはや馬に乗る事も叶いません。陛下には私より若い者の力が必要となるでしょう。」とする辞表を提出した。これに対してヴィルヘルム2世は「卿を失う事は耐えがたきことだが、卿の健康を考えればこれ以上の留任を求めるのも躊躇われる。」として辞職を許可する一方、代わりに形式的な役職の国防委員会委員長職への就任を求め、モルトケはこれに応じた。
1890年10月26日の90歳の誕生日は盛大に祝われた。皇帝ヴィルヘルム2世やドイツ各邦国の諸侯たち、軍高官たちが続々と祝賀会に出席し、各界名士から祝賀のメッセージを送られた。その中でモルトケは一歩兵からの祝賀の詩の手紙に注目し、「歩兵がこのように美しい詩を書く事が出来る我が軍には、成就できないことなど何もない」と語った。

### 死去
退任後のモルトケは領地クライザウかベルリンの参謀本部内にある自宅で暮らし、1891年春からベルリンに滞在していた。
同年4月24日午前、プロイセン貴族院の本会議に出席したモルトケは、夕方から親族の集まりに参加した。途中疲労を感じたモルトケはこっそりその場を退席して一人隣室へ移った。甥の小モルトケ少佐がモルトケがいなくなったことに気づき、様子を見に行ったところ、隣室の椅子の上で前のめりになっていたモルトケを発見した。すぐに寝室のベッドへ運ばれたモルトケだったが、まもなく息を引き取った。彼は最期まで夫人の肖像を見つめていたという。
4月28日に葬儀が行われた。遺体は領地クライザウへ戻され、モルトケ家の霊廟に埋葬された。
- モルトケ橋（ドイツ語版）とベルリン中央駅
- パルヒムにあるモルトケ像
- ベルリンのティーアガルテンにあるモルトケ像

## 人物

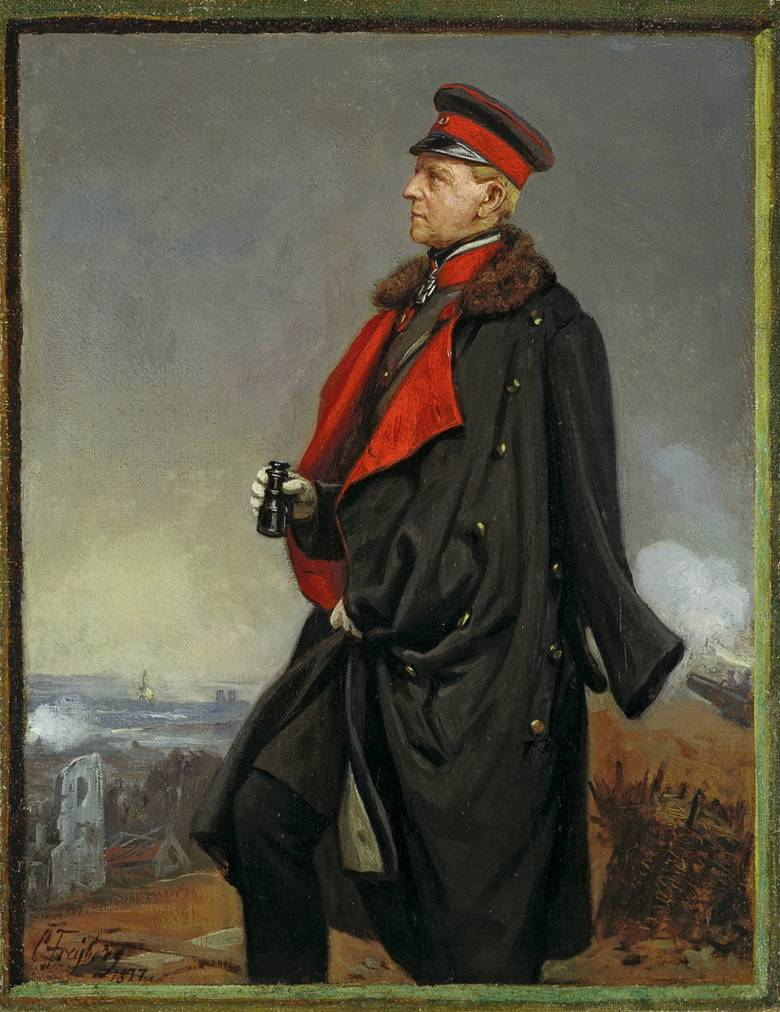
ヘルムート・フォン・モルトケ元帥を描いた絵画（コンラート・フライベルク画、1877年）

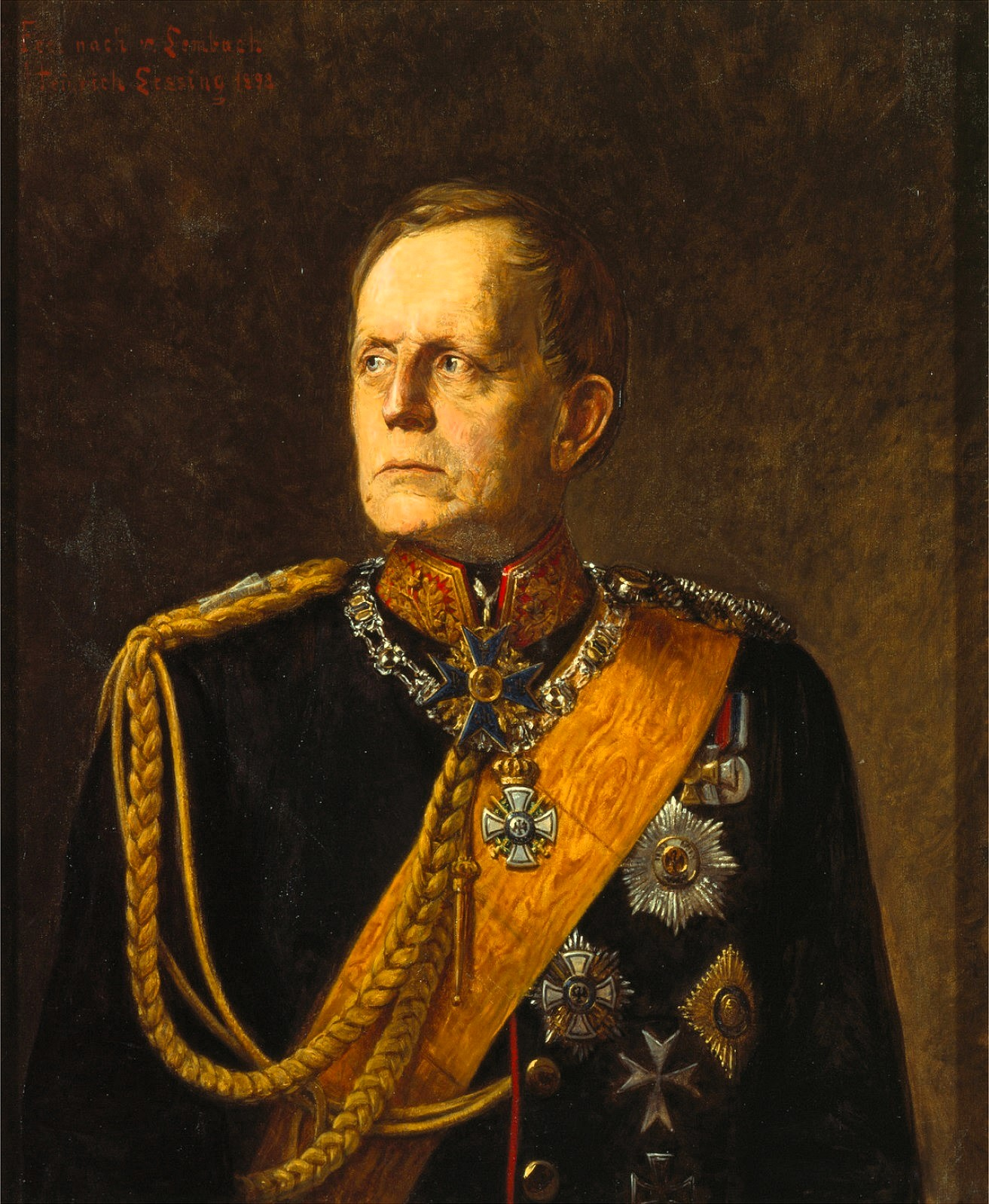
ヘルムート・フォン・モルトケ元帥を描いた絵画（フランツ・フォン・レンバッハ画、1898年）

### 軍事哲学
モルトケには「戦争に時代や状況を飛び越えた一般原則は存在しない」「戦史から勝利の公式を見つけることは出来ない」という持論があった。そのためモルトケはこれまでの軍事の常識を簡単に捨て去ることができた。
モルトケの戦略の特徴は「分散進撃し、包囲して一斉攻撃」である。これはこれまでの全ての戦略の原則に反するものだった。ナポレオン時代は戦力集中が軍事の常識であり、ナポレオンは内線（包囲される側）作戦で戦力を集中させて外線（包囲側）部隊を各個撃破した。ナポレオン時代を代表する軍事学者アントワーヌ＝アンリ・ジョミニもそれに基づいて戦力が集中する内線が有利と説いていた。しかしモルトケはこのナポレオン時代の常識を覆して、いまや鉄道と電信の登場で分散進撃しても攻撃時のみ集中させること（分進合撃）が可能となっている以上、外線が有利であると主張した。補給を考えれば分散進撃の方が安定するからである。ドライゼ銃などプロイセン軍の火力の増強で数的不利がそれほど問題にはならなくなったこと、軍制改革で歩兵の年齢が若返り、その機動力が増加したことも考慮してのことであった。またモルトケは包囲することで敵戦力を撤退させずに撃滅することを重視した。これは「武力行使の目的は敵国土の軍事占領ではなく、敵戦力と戦意の粉砕」とするクラウゼヴィッツの思想の結実であるといえる。
モルトケの生きた時代は、それ以前の時代に前例がないほど急速に技術が進歩した時代である。鉄道と電信という新技術の登場で軍事も大幅に変革された。とはいえ黎明期であったからその技術は未熟であり、発展の展望も未知数だった。しかしモルトケは新技術の積極的な利用を躊躇わなかった。モルトケは鉄道と電信を積極的に軍事利用しようとした最初の人物だった。
しかし当時の未熟な技術では鉄道や電信が故障や事故など不測の事態を起こすことも多かった。それでもスムーズに分散進撃や包囲集中攻撃を行うため、モルトケは現場指揮官の自主性を大事にした。現場指揮官には全体的な目的を承知させるための訓令を出すにとどめ、彼らの独断を奨励した（訓令戦術）。ナポレオンの軍隊の将軍がほとんど自主権を持たなかったこととは対照的であった。
もちろん現場指揮官の独断によって全体の計画が破たんする場合もあり得るが（前述した普仏戦争緒戦のシュタインメッツ大将の事例のように）、モルトケはそれを批判するより、利用する戦略修正に全力を挙げるべきと考えていた。そしてモルトケはそれが巧みな人物だった。シュタインメッツ大将の事例もモルトケの全体的な戦略配置がよかったために致命傷になることはなかった。モルトケは「戦争は全てが不確実であり、確実なのは意志と実行力だけである。それが将帥の資産である。」と語っている。

### 戦争観
モルトケは「永遠の平和など夢にすぎない。しかも決して美しくない夢である。戦争とは神の世界秩序の一環である。戦争においてこそ人間の最も高貴な美徳、勇気、自己否定、命をかける義務心や犠牲心が育まれる。もし戦争がなかったら世界は唯物主義の中で腐敗していくであろう。」と語り、戦争を無条件に批判する思想に反対した。
一方でモルトケは「戦争は勝利しても自国民にとっては一種の不幸である。領土の獲得も賠償金の獲得も人間の命を償い、遺族の悲しみを埋め合わせることはできない」という人道主義者のごとき発言もしている。
つまりモルトケは戦争を禍と見つつも、他の多くの禍と同じく、人間の精神を向上させる素晴らしい面があると見ていたのである。
また戦争の形態についてモルトケは、普仏戦争（とりわけナポレオン3世が捕虜になった後の後半戦）から見られるようになった傾向として、官房戦争から国民戦争に移行しつつあることを主張した。フランス臨時政府が組織したゲリラ部隊はその典型であるが、モルトケはそうした戦闘方法に不快感を持っており、「フランスのように無尽蔵な手段と愛国心を持った国民が戦ったところで教育を受けた勇敢な正規軍には勝てないのである。問題なのは武装した群衆は軍隊ではなく、そうした者たちを戦闘に駆りだすのは野蛮な行為だということだ。戦争はますます激烈になり、憎むべきものとなってしまう。」と心配していた。

### 政治思想
エドヴィン・フォン・マントイフェルやアルブレヒト・フォン・ローンなどの軍人と比べると政治色の薄い職業軍人的人物だった。またそのため対外問題を軍事的観点から捉えるモルトケと政治的観点から捉えるビスマルクでは意見が齟齬することもあった。
しかし政治色が薄いといってもモルトケは帝国議会議員でもあり、政治思想がないわけではなかった。彼は保守主義者であり、社会主義者の増長を憂慮しており、将来的には軍を使って社会主義者を排除する必要があると考えていた。また民主主義も嫌っており、アメリカ南北戦争や普仏戦争で活躍を見せた民兵も民主主義的になりやすいその傾向から嫌悪し、その軍事的有効性について一切考慮したがらず、民兵に対する正規軍の優越を確信していた。
モルトケは常に国民に対して不信感・嫌悪感を持ちながら、他方で（国民軍になりかねない）近代的統一軍隊をプロイセンの権威主義体制を破壊せずに創造する事を目指すというビスマルクと似た二重性があった。

### 文学的素養
多くの著作を持つなど文学的な才能も持つ人物であった。
語学に堪能であり、ドイツ語とデンマーク語、フランス語（陸軍大学校で学ぶ）、英語（妻を通じて）、トルコ語（トルコ駐留時代に習得）、ロシア語、イタリア語、スペイン語の8ヶ国語を操った。

### 趣味
趣味は音楽（モーツァルト）鑑賞、葉巻やパイプをくゆらすこと、そして読書であった。

### エジソン蓄音機に残る肉声
2012年にトーマス・エジソンの研究所跡でビスマルクとモルトケの肉声を録音した蓄音機の蝋管が発見された。1889年に録音されたものでシェイクスピアやゲーテの『ファウスト』の朗読を披露している。1800年生まれのモルトケは肉声が残っている人間としては世界最古の人物と考えられている。

## ビスマルクとの関係

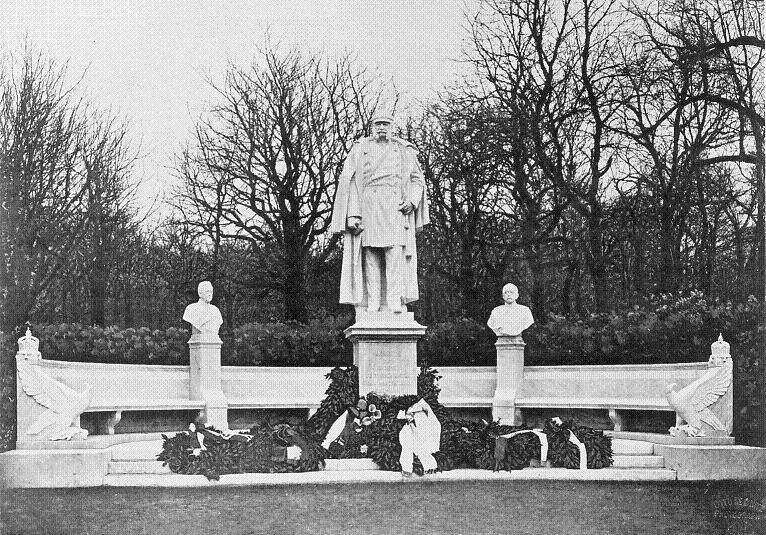
ベルリンにかつて存在した勝利通りの沿道に建てられていた32の石造の一つヴィルヘルム1世像。左がモルトケの胸像、右がビスマルクの胸像。

モルトケは「無口、早起き、小食」だが、ビスマルクは「おしゃべり、朝寝坊、大食漢」であるなど、二人は個人的には全く気が合わなかったという。だがモルトケは彼が最も恐れていた多正面作戦を常に阻止してくれるビスマルクの外交手腕を高く評価していたので、ビスマルク外交に口出しすることはなく、むしろ協力した。
1879年にビスマルクが普墺同盟を締結しようとした際、ヴィルヘルム1世はロシアとの関係悪化を恐れて慎重な態度をとったが、モルトケは軍事的観点からヴィルヘルム1世の説得にあたって普墺同盟を認めさせている。1887年に参謀総長代理ヴァルダーゼー将軍がロシアの軍拡を理由に対ロシア開戦を皇帝に帷幄上奏すべきとモルトケに進言してきた際にもモルトケは直接に帷幄上奏権を行使しようとはせず、まずビスマルクに対して対ロシア開戦してはどうかと提言した。ビスマルクが予防戦争はしないと明言するとモルトケも了解して帷幄上奏権を使ってのごり押しはしなかった。
モルトケは戦時における作戦指導へのビスマルクの口出しは排除しようとしたが、平時の外交に関しては全面的にビスマルクに任せていた。戦争は政治指導者の手段でしかないと考えていたためである。
ビスマルクの方もたび重なる対立にもかかわらず、モルトケには大きな信頼を寄せていた。普仏戦争中にビスマルクはモルトケについて「あれは実に珍しい人物である。義務は系統立てて果たし、何でも常に準備を整えていて、無条件に信頼できた。それでいて完全に冷静だった。」「モルトケは生涯にわたって全てのことについて節度を心得ていた。」と語っている。
こうした間柄のビスマルクとモルトケがそれぞれ首相と参謀総長を務めている間は、参謀総長に帷幄上奏権などの巨大な政治的権限があっても問題は生じなかった。だが、参謀総長が政治指導者に従わなくなったら、あるいは政治指導者が弱い性格だったら、政府が軍部の意に反した政治を行えなくなる可能性が潜んでいた。『ドイツ参謀本部興亡史』の著者であるヴァルター・ゲルリッツは「ビスマルクとモルトケという組み合わせはプロイセンの歴史の中でただ一度だけ起こったことであり、その後二度と起こることはなかった」と評した。

## 影響

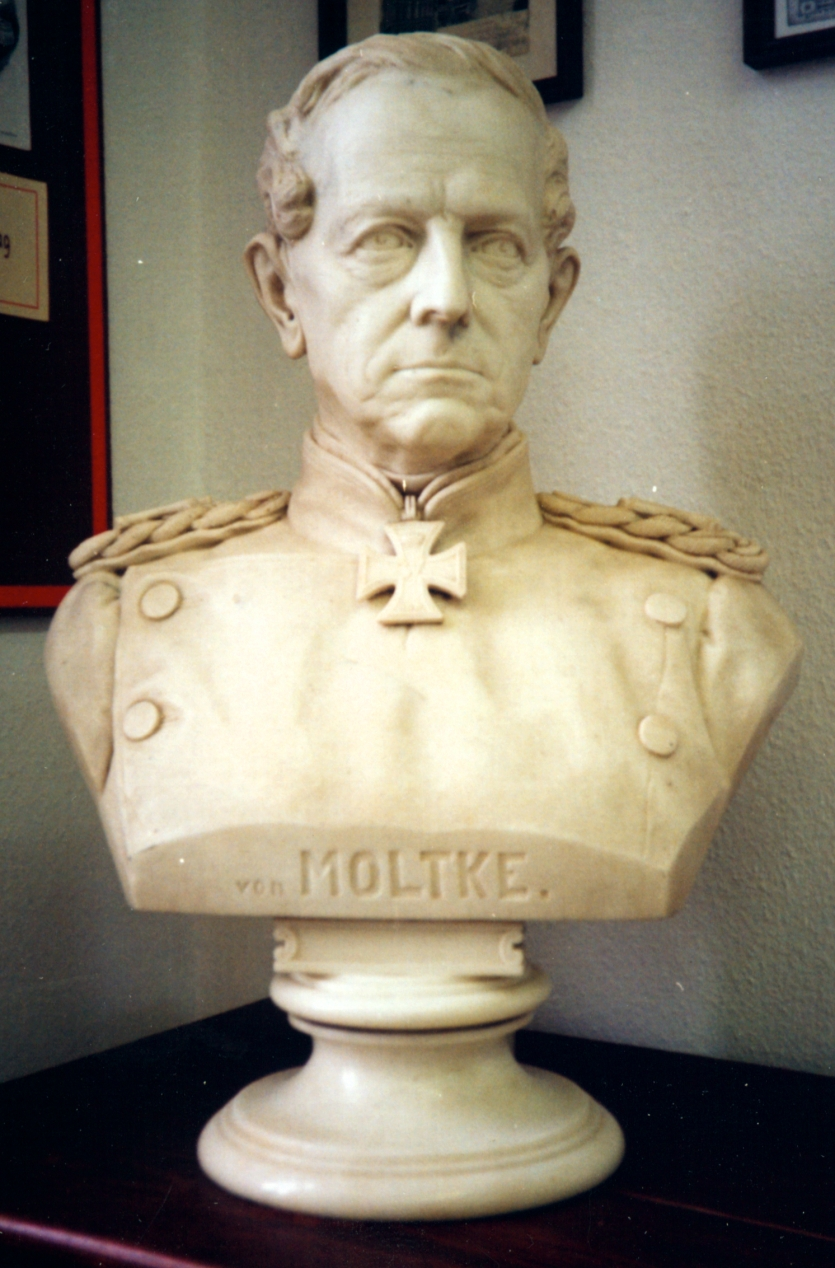
ヘルムート・フォン・モルトケ元帥の胸像

普仏戦争の勝利でモルトケのプロイセン参謀本部は世界中の軍隊の憧れの存在となった。各国は続々とプロイセンの制度の導入を開始した。
フランス軍は普仏戦争敗戦後の翌年1871年にフランス参謀本部を立ち上げ、進級規定が厳格なプロイセン参謀本部に倣った組織体制を作り、クラウゼヴィッツの研究も開始した。アメリカ軍でも米西戦争がプロイセンの戦争に比べてあまりに不手際であったとしてプロイセン参謀本部に倣った新機構を創設し、これが後にアメリカ国防総省（ペンタゴン）となった。ロシアでも参謀本部の改編が行われ、イギリスも20世紀に入ってプロイセン参謀本部を参考にするようになった。
ただフランスやアメリカ、イギリスではモルトケの参謀本部の影響を受けつつも、参謀は書記・伝令という旧来からの風潮は消えなかった。イギリス海軍の影響を受ける日本海軍やアメリカ軍の影響を受ける自衛隊もそうした傾向が強い。一方、モルトケ式に強い影響を受けたのが日本陸軍とオスマン帝国陸軍であった。
元来、日本陸軍は元来フランス式軍制を目指すところが多かったが、普仏戦争後にはプロイセン参謀本部に倣った参謀本部制度を導入した。さらに1884年にお雇い外国人として来日したモルトケの弟子クレメンス・メッケル少佐の協力を得てドイツ式軍制を導入する軍事制度改革（鎮台を進攻向きの師団に再編成、一般服役の徴兵制を導入、徳川幕府以来の仰々しい命令文の書き方を明瞭簡潔化するなど）を断行した。またメッケルの教鞭によって陸軍大学にドイツ型参謀教育が確立されていった。ドイツ式軍制に生まれ変わった日本軍は日清戦争と日露戦争に勝利して成果を示した。とりわけ日清戦争では清軍が未だお粗末な作戦能力の東洋的軍隊だったこともあり、モルトケ流の分散進撃・包囲撃滅が大きな戦果をあげている。日露戦争においても遼陽会戦や奉天会戦などにモルトケの戦術の影響が認められる。日露戦争勝利から1年後の1906年にメッケルが死んだことを知った児玉源太郎参謀総長らメッケルの薫陶を受けた日本の陸軍軍人らは、彼に感謝の意を示すために陸軍大学校でメッケルの英霊を弔うための神祭を執り行っている。
オスマン帝国には1830年代にモルトケ自身が教官として派遣されていたことがある。ただこの時にはオスマン帝国陸軍の根本的な改革をすることはできなかった。オスマン陸軍が重い腰をあげてドイツ式改革を開始するのは、露土戦争敗戦後の1883年にコルマール・フォン・デア・ゴルツが派遣されてからである。ゴルツによってオスマン陸軍にドイツ型参謀教育が施され、またオスマン陸軍の再編成が行われた。もっともオスマン帝国では改革を妨害する勢力も根強かったので（ゴルツを招いた皇帝アブデュルハミト2世も含めて）日本ほどスムーズにはいかず、ゴルツの改革も限定的にしかできなかった。それでもゴルツの成果は希土戦争によって発揮された。また後にゴルツの参謀教育を受けた青年将校たちが青年トルコ人革命を起こしたが、彼らは改革を阻害するアブデュルハミト2世が独裁権力を握り続ける限り、帝国の近代化は不可能と考えて立ち上がったのだった。

## 年譜

### 経歴
- プロイセン陸軍第8近衛歩兵連隊所属（1822年3月19日-1823年）[28]
- 陸軍大学校在学（1823年-1826年）[28]
- 第5師団師団学校教官（1827年-1828年）[39]
- 参謀本部陸地測量部勤務（1828年-1831年）[39]
- 参謀本部付（1833年3月30日-）[338]
- トルコ駐在（1836年6月8日-1839年9月）[51]
- 第4軍団参謀（1840年4月18日-1845年10月18日）[339]
- ハインリヒ王子（ドイツ語版）付副官（1845年10月18日-1846年7月12日）[340]
- 第8軍団参謀（1846年12月24日-1848年5月16日）[341]
- 参謀本部戦史課長（1848年5月16日-1848年8月22日）[98][100]
- 第4軍団参謀長（1848年8月22日-1855年9月1日）[100]
- フリードリヒ皇太子付副官（1855年9月1日-1858年10月29日）[104]
- 参謀総長代理（1857年10月29日-1858年9月18日）[342]
- 参謀総長（1858年9月18日-1888年8月10日）[343]
- 北ドイツ連邦・ドイツ帝国帝国議会議員（1867年4月-1891年4月24日）[218]
- プロイセン貴族院終身議員（1872年1月28日-1891年4月24日）[281]
- 国防委員会委員長（1888年8月10日-?）[291]

### デンマーク陸軍階級
- 1819年1月1日、少尉（Sekundløjtnant）[28]

### プロイセン陸軍階級
- 1822年3月19日、少尉（Sekonde-Lieutenant）[28][344]
- 1833年3月30日、中尉（Premierlieutenant）[338][344]
- 1835年3月30日、大尉（Hauptmann）[50][344][345]
- 1842年4月12日、少佐（Major）[79][87][344]
- 1850年9月26日、中佐（Oberstleutnant）[103][344]
- 1851年12月2日、大佐（Oberst）[103][344]
- 1856年8月9日、少将（Generalmajor）[114][344]
- 1859年5月31日、中将（Generalleutnant）[135][344]
- 1866年6月8日、歩兵大将（General der Infanterie）[181][344]
- 1871年6月16日、元帥（Generalfeldmarschall）[281][344][346]

### 爵位
- 1870年10月28日、伯爵（Graf）[344][347]

### 勲章
- プール・ル・メリット勲章（1839年12月27日受章）[339]
- 黒鷲勲章（1866年受章）[344]
- 大鉄十字章（1871年3月22日受章）[346]